# Elezioni presidenziali negli Stati Uniti d'America del 1848
Le elezioni presidenziali negli Stati Uniti d'America del 1848 furono la 16° tornata elettorale quadriennale e si tennero martedì 7 novembre. Furono vinte da Zachary Taylor del Partito Whig ed originario della Louisiana, battendo l'esponente del Partito Democratico Lewis Cass del Michigan e l'ex presidente Martin Van Buren dello Stato di New York affiliato alla nuova formazione politica denominata Free Soil Party.
Il presidente uscente James Knox Polk, avendo raggiunto tutti i suoi principali obiettivi in un solo mandato e soffrendo di un declino irreversibile della propria salute, mantenne la sua promessa di non candidarsi alla rielezione.
Questa fu la prima volta il cui si votò lo stesso giorno (election day) in ognuno degli Stati federati degli Stati Uniti d'America, ed anche la prima volta che il giorno delle elezioni fu fissato per legge di martedì.
I Whig nel 1846-1847 avevano concentrato tutte le loro energie nel condannare le politiche di guerra di Polk; si impegnarono a cambiare politica il più rapidamente possibile. Nel febbraio del 1848 il presidente però sorprese tutti con il trattato di Guadalupe Hidalgo che pose fine alla guerra messico-statunitense e diede alla nazione il possesso di nuovi vasti territori (compresi quelli che ora sono gli Stati della California, del Nevada, dello Utah più parti sostanziose dello Wyoming, del Colorado, dell'Arizona e del Nuovo Messico).
I Whig in Senato votarono a maggioranza a favore dell'accordo stipulato; poi, con l'approssimarsi dell'estate, nominarono l'eroe della guerra Zachary Taylor come loro candidato. Taylor non prometteva altre guerre future, ma non condannò neppure il conflitto appena concluso né criticò l'operato di Polk, cosicché il Partito dovette seguire il suo esempio e adeguarsi, anche se non totalmente convinto. I Whig spostarono quindi la loro attenzione su una nuova questione scottante, se cioè la schiavitù dovesse o meno poter venire bandita dai nuovi territori appena acquisiti.
La scelta di Taylor fu fatta quasi per disperazione; egli infatti non aveva principi chiaramente identificabili con quelli Whig, ma risultò essere assai popolare nella guida dello sforzo bellico. I Democratici avevano alle spalle un periodo di successi, prosperità e l'acquisto sia dell'Oregon che degli Stati Uniti sud-occidentali.
Una loro vittoria dovette quindi sembrare quasi certa, a meno che i Whig non avessero accolto dalla propria parte Taylor.
La sua vittoria lo rese uno dei due soli Whig ad essere eletto presidente prima che il Partito cessasse di esistere nel corso degli anni 1850; l'altro era stato William Henry Harrison alle elezioni presidenziali del 1840, anch'egli un generale eroe di guerra, ma era morto appena un mese dopo aver assunto l'incarico (il che rese la presidenza di William Henry Harrison la più breve di tutta la storia degli Stati Uniti d'America).
La presidenza di Zachary Taylor si sarebbe a sua volta interrotta bruscamente dopo soli sedici mesi a causa dell'improvvisa morte del presidente e pertanto essere sostituita dalla presidenza di Millard Fillmore. Nella mappa dei risultati a lato il colore giallo-marroncino segnala gli Stati vinti dal "ticket" presidenziale Taylor/Fillmore (15), mentre il blu denota quelli conquistati dall'accoppiata Cass/Butler (anch'essi 15). I numeri indicano il numero di voti elettorali assegnati a ciascuno Stato.

## Nomination

### Whig

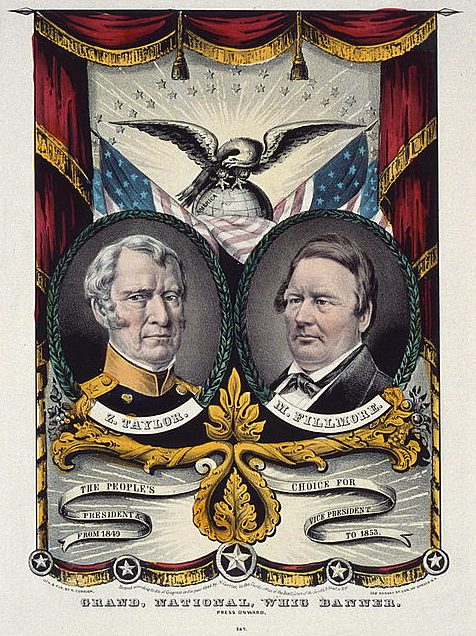
Manifesto elettorale di Taylor e Fillmore.

I candidati Whig furono inizialmente i seguenti:
- Zachary Taylor, maggiore generale dell'United States Army per la Louisiana.
- Henry Clay, ex senatore per il Kentucky.
- Winfield Scott, Comandante generale dell'esercito statunitense per il New Jersey.
- Daniel Webster, senatore per il Massachusetts.
- John Middleton Clayton, senatore per il Delaware.
- John McLean, giudice associato della Corte suprema degli Stati Uniti d'America per l'Ohio.

Il generale della guerra messico-statunitense Zachary Taylor fu un candidato risultato subito assai attraente, a causa dei suoi molto recenti successi sul campo di battaglia, tuttavia non era considerato appartenere a nessun partito e non aveva nemmeno mai votato in una qualsiasi elezione. Fu apertamente corteggiato sia dai Democratici sia dai Whig.
Alla fine Taylor si dichiarò essere un Whig e così gli riuscì di ottenerne facilmente la nomina; ricevette infatti 171 voti dei delegati sconfiggendo i politici concorrenti ben più esperti Clay, Scott, Webster e altri.
| Votazioni per la presidenza | Votazioni per la presidenza | Votazioni per la presidenza | Votazioni per la presidenza | Votazioni per la presidenza | Votazioni per la presidenza | Votazioni per la presidenza | Votazioni per la presidenza |
| --------------------------- | --------------------------- | --------------------------- | --------------------------- | --------------------------- | --------------------------- | --------------------------- | --------------------------- |
|                             |                             |                             |                             |                             |                             |                             |                             |
| Nome                        | Zachary Taylor              | H. Clay                     | W. Scott                    | D. Webster                  | J. M. Clayton               | J. McLean                   | Astenuti                    |
| Affiliazione                | Partito Whig                | Whig                        | Whig                        | Whig                        | Whig                        | Whig                        | Whig                        |
| 1º scrutinio                | 111                         | 97                          | 43                          | 22                          | 4                           | 2                           | 11                          |
| 2°                          | 118                         | 86                          | 49                          | 22                          | 4                           | 0                           | 11                          |
| 3°                          | 133                         | 74                          | 54                          | 17                          | 1                           | 0                           | 11                          |
| 4°                          | 171 (58.97%)                | 32 (11.03%)                 | 63 (21.72%)                 | 14 (4.83%)                  | 0 (0%)                      | 0 (0%)                      | 10 (3.45%)                  |
| Margine                     | 0 (0.00%)                   | -139 (-47.94%)              | -108 (-37.25%)              | -157 (-54.14%)              | -171 (-58.97%)              | -171 (-58.97%)              |                             |

Dopo che Webster rifiutò la candidatura alla vicepresidenza, Millard Fillmore ricevette la nomina del Partito battendo, tra gli altri, Abbott Lawrence, un dirigente del Massachusetts, soprannominato "Cotton Whig" a causa della sua opposizione alla schiavitù percepita come troppo mite.

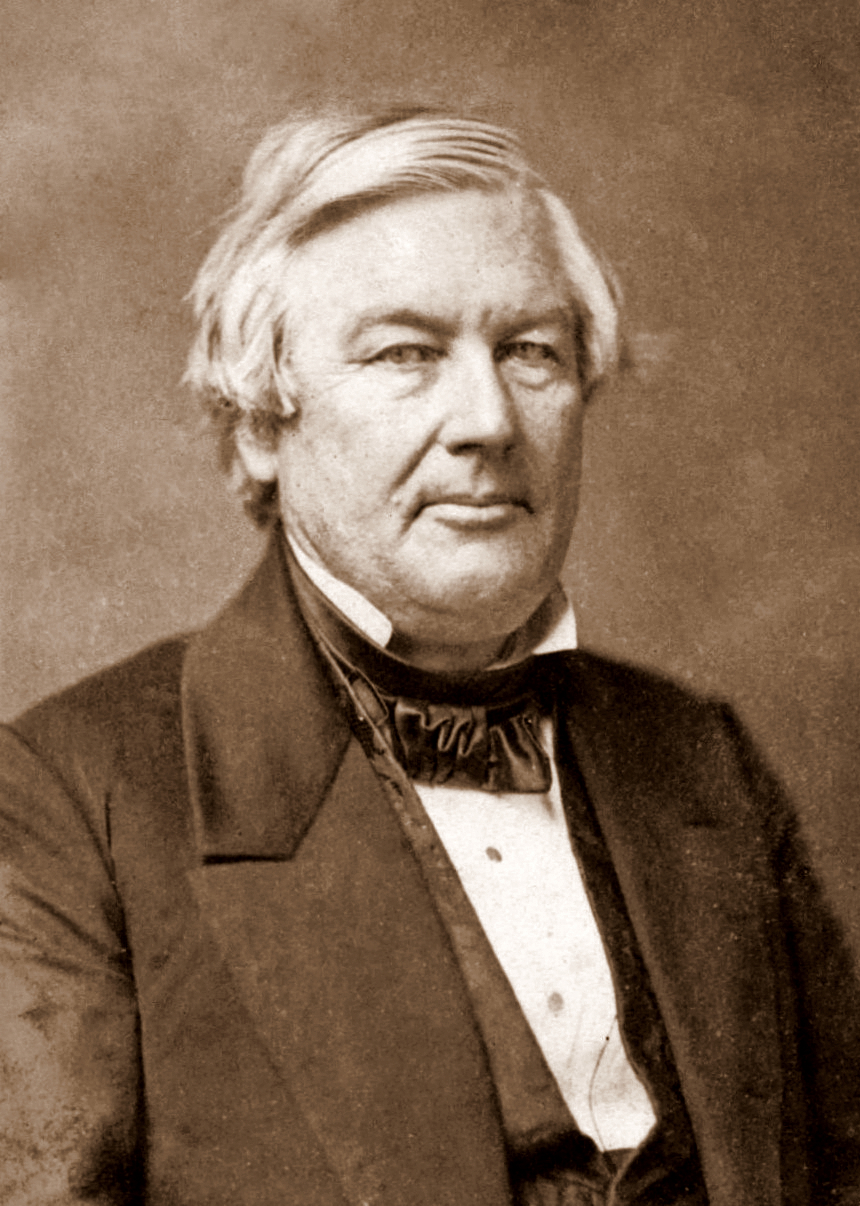
Millard Fillmore
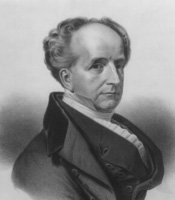
Abbott Lawrence
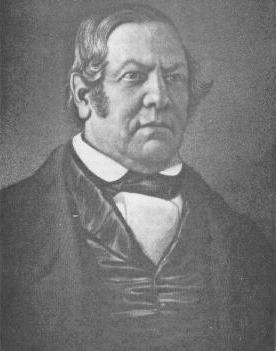
Thomas McKean Thompson McKennan
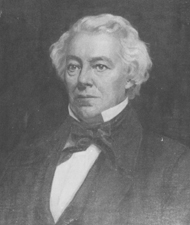
George Evans
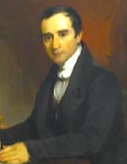
John Sergeant
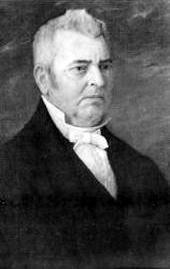
J. M. Clayton
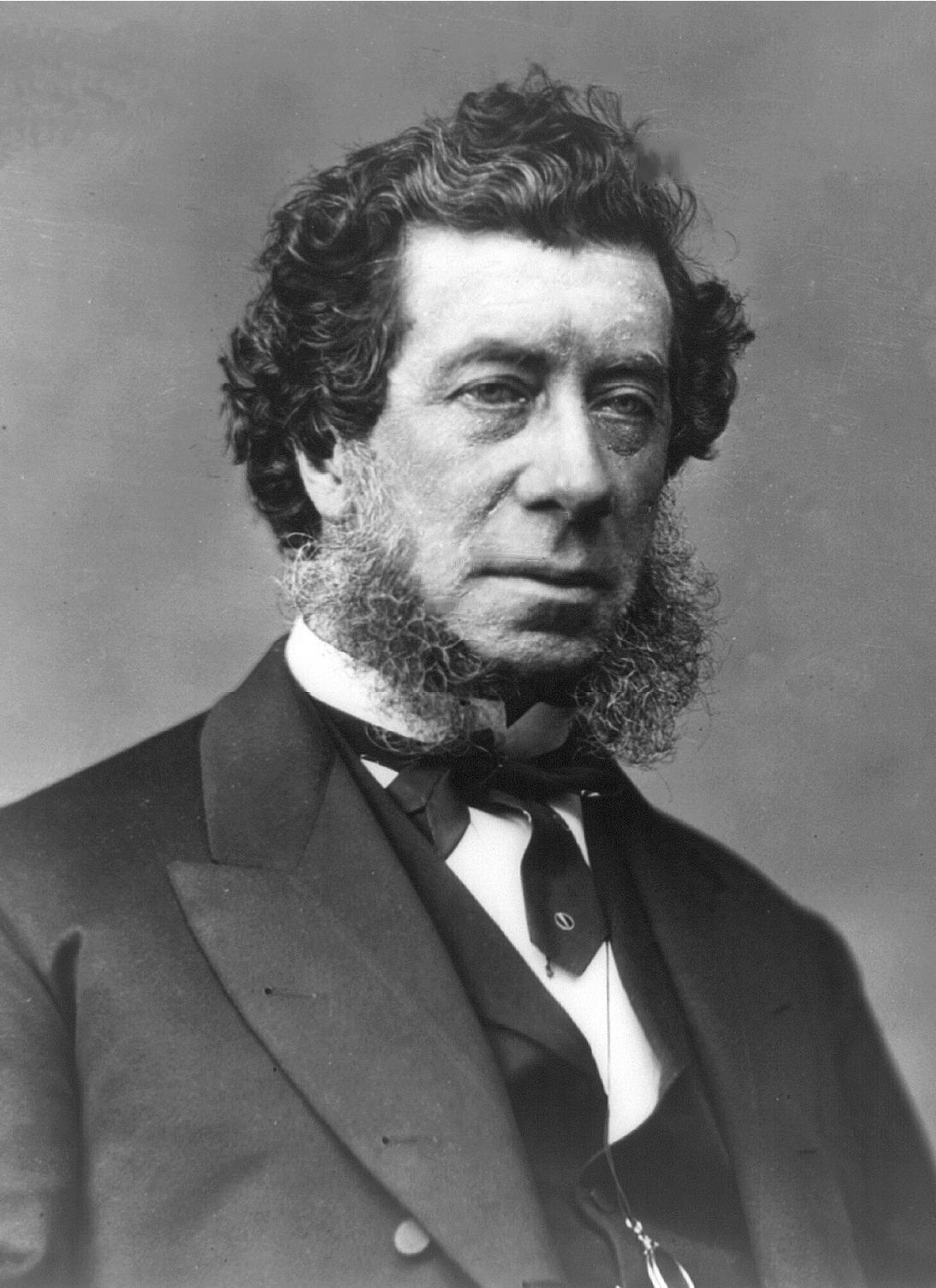
Hamilton Fish
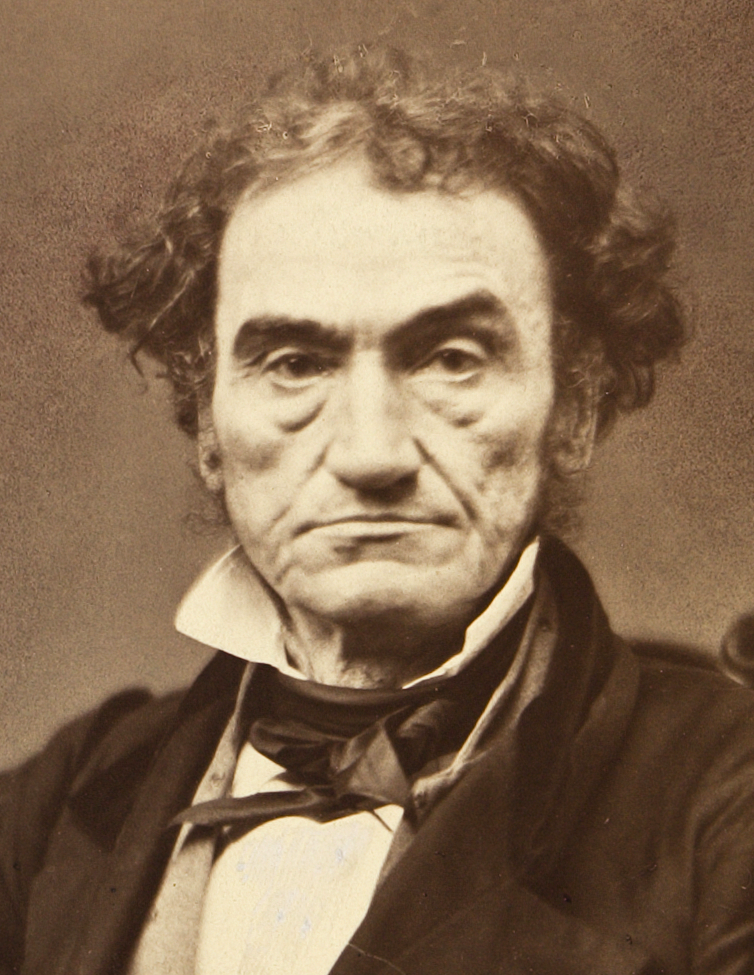
Rufus Choate
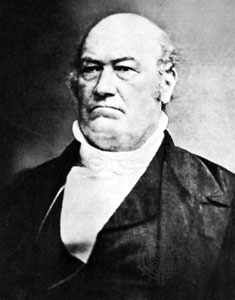
Thomas Ewing, Sr.
Solomon Foot
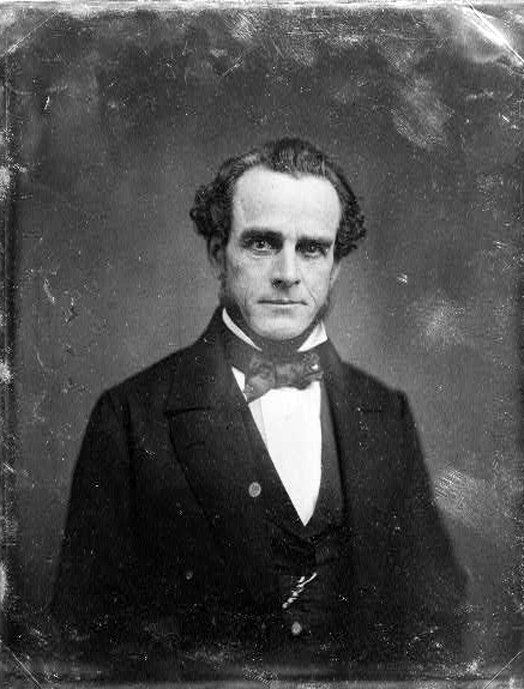
Thomas Butler King
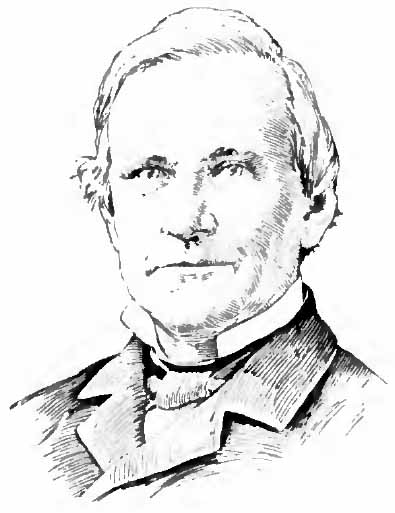
George Lunt
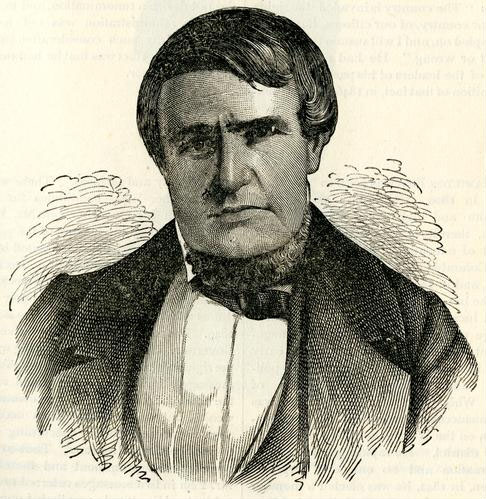
John Young

| Votazione             | 1°  | 2°  |
| --------------------- | --- | --- |
| M. Fillmore           | 115 | 173 |
| A. Lawrence           | 109 | 87  |
| Astenuti              | 16  | 24  |
| Andrew Stewart        | 14  | 0   |
| T. McKean T. McKennan | 13  | 0   |
| G. Evans              | 6   | 2   |
| J. Sergeant           | 6   | 1   |
| J. M. Clayton         | 3   | 3   |
| H. Fish               | 2   | 0   |
| R. Choate             | 1   | 0   |
| T. Ewing, Sr.         | 1   | 0   |
| S. Foot               | 1   | 0   |
| T. B. King            | 1   | 0   |
| G. Lunt               | 1   | 0   |
| J. Young              | 1   | 0   |

| Candidati del Partito Whig, 1848                      |                                                                    |
| Zachary Taylor                                        | Millard Fillmore                                                   |
| per Presidente                                        | per Vice Presidente                                                |
|                                                       |                                                                    |
| Maggiore generale dell'United States Army (1846–1849) | 14° Capo ufficio di gabinetto per lo Stato di New York (1848–1849) |
| Manifesto elettorale                                  |                                                                    |

### Democratici
L'ex presidente Martin Van Buren cercò attivamente di ottenere nuovamente la nomination Democratica, tuttavia non riuscì ad aggiudicarsi tutti i delegati di New York su un programma anti-schiavitù, con metà dei delegati invece scelti tra i favorevoli alla schiavitù. Sapendo che senza l'appoggio integrale della delegazione di New York gli sarebbe stato estremamente difficile vincere la nomina alla Convention, decise di abbandonare il Partito Democratico per costituire il Free Soil Party.
Alla Convention democratica, Lewis Cass risultò il preferito e fu nominato già al quarto scrutinio. Cass era stato sia governatore del Michigan sia senatore, oltre che segretario alla Guerra durante la presidenza di Andrew Jackson e, dal 1836 al 1842, anche ambasciatore in Francia (durante la monarchia di luglio). Il Comitato nazionale democratico fu scelto ufficialmente nel corso di questa Convention.

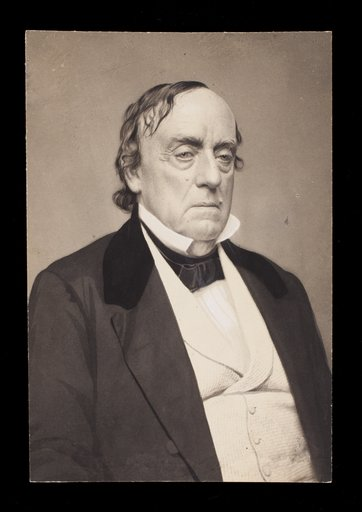
Lewis Cass
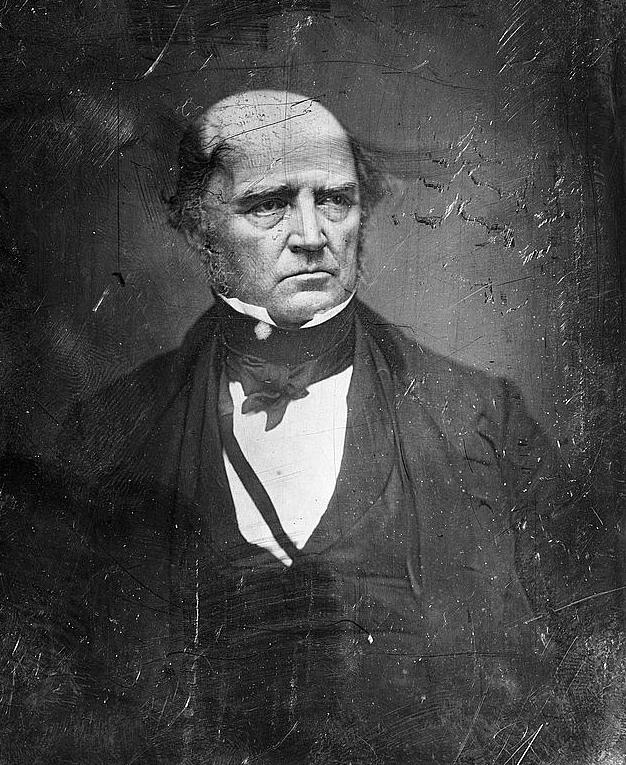
Levi Woodbury
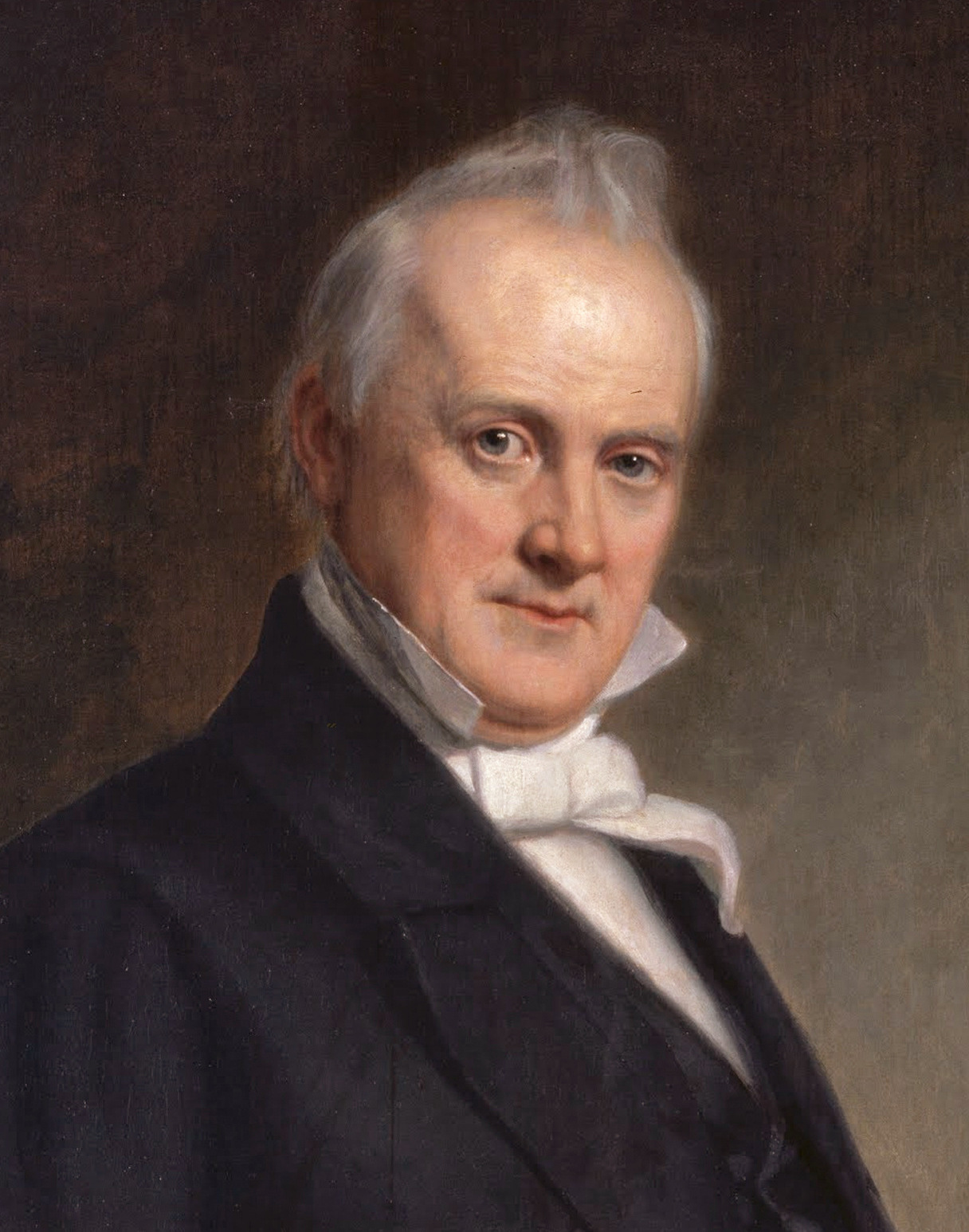
James Buchanan
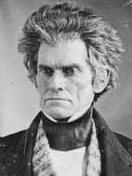
John Calhoun
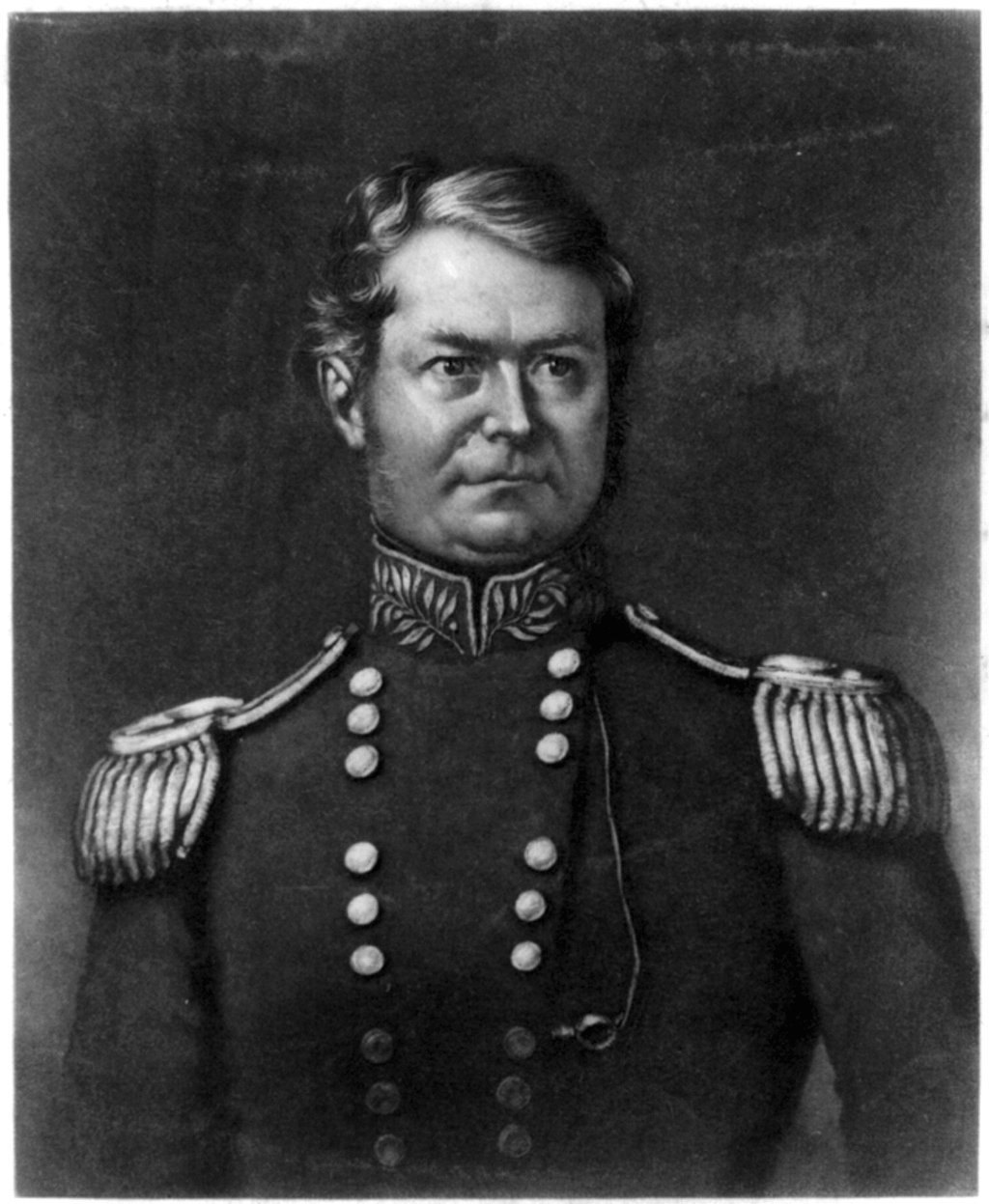
William Jenkins Worth
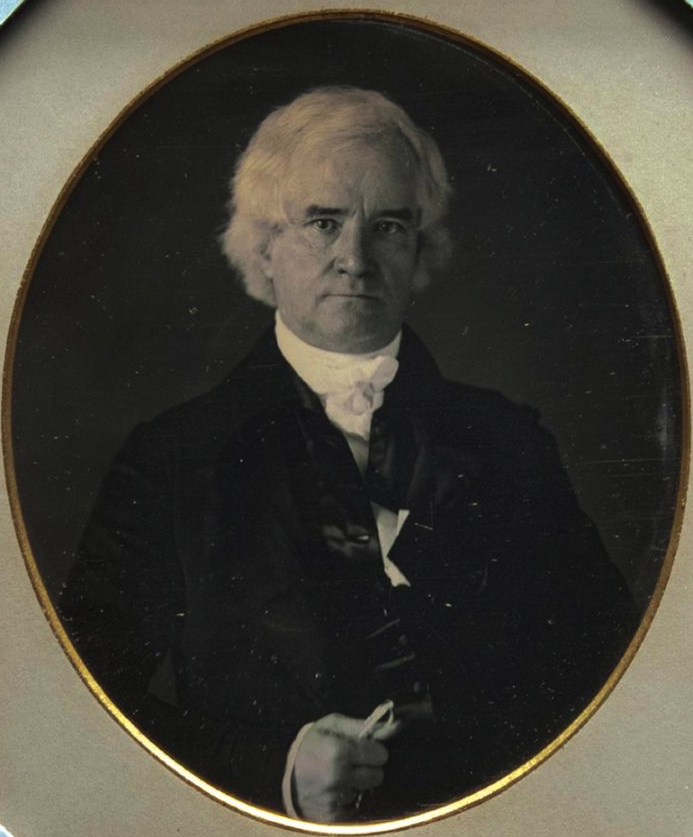
George M. Dallas
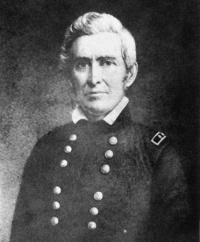
William Orlando Butler

| Votazione    | 1°  | 2°  | 3°  | 4°  |
| ------------ | --- | --- | --- | --- |
| L. Cass      | 125 | 133 | 156 | 179 |
| L. Woodbury  | 53  | 56  | 53  | 38  |
| J Buchanan   | 55  | 54  | 39  | 33  |
| J. Calhoun   | 9   | 0   | 0   | 0   |
| W. J. Worth  | 6   | 6   | 5   | 1   |
| G. M. Dallas | 3   | 3   | 0   | 0   |
| W. O. Butler | 0   | 0   | 0   | 4   |
| Astenuti     | 39  | 38  | 37  | 35  |

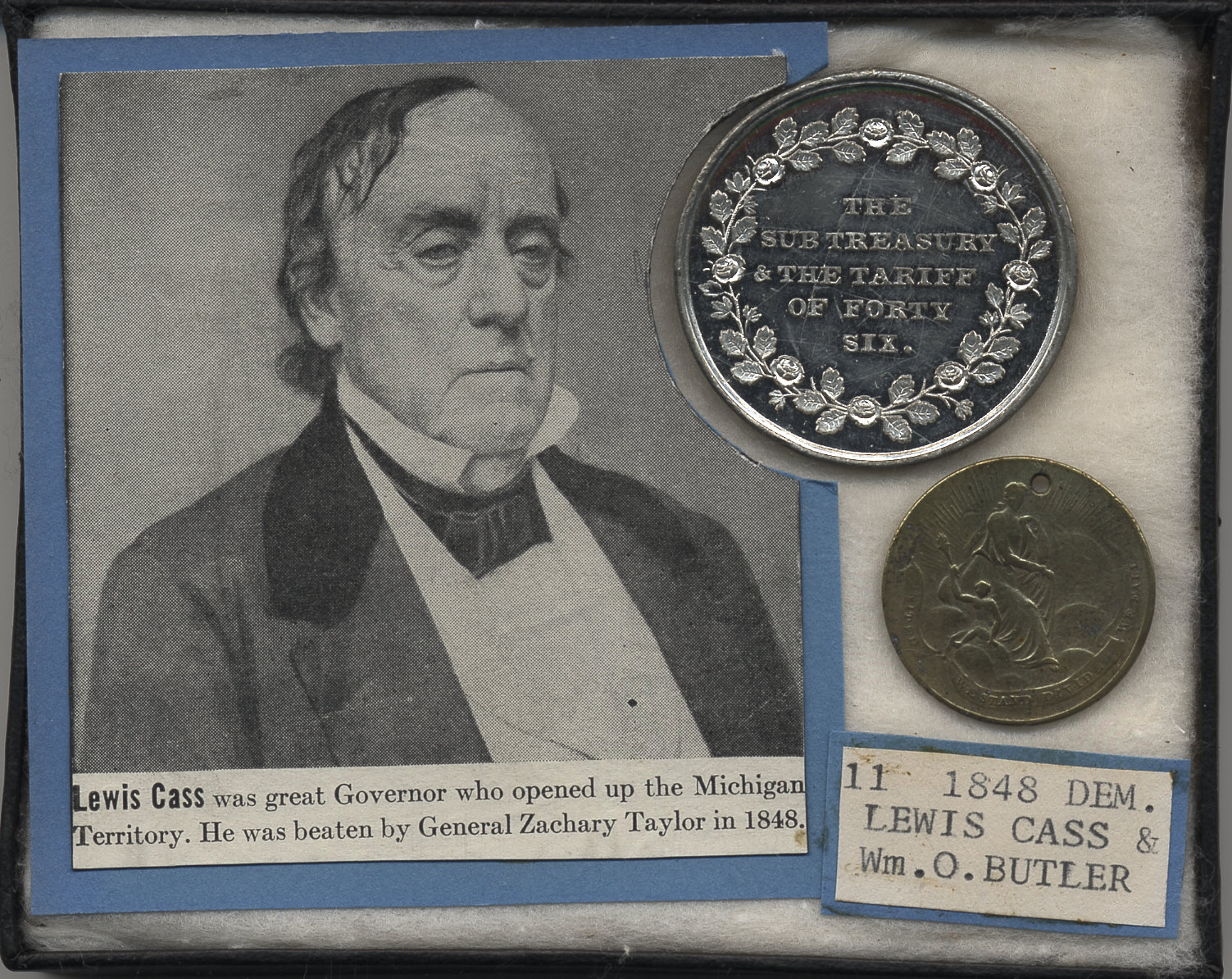
Cimeli della campagna elettorale Demoocratica.

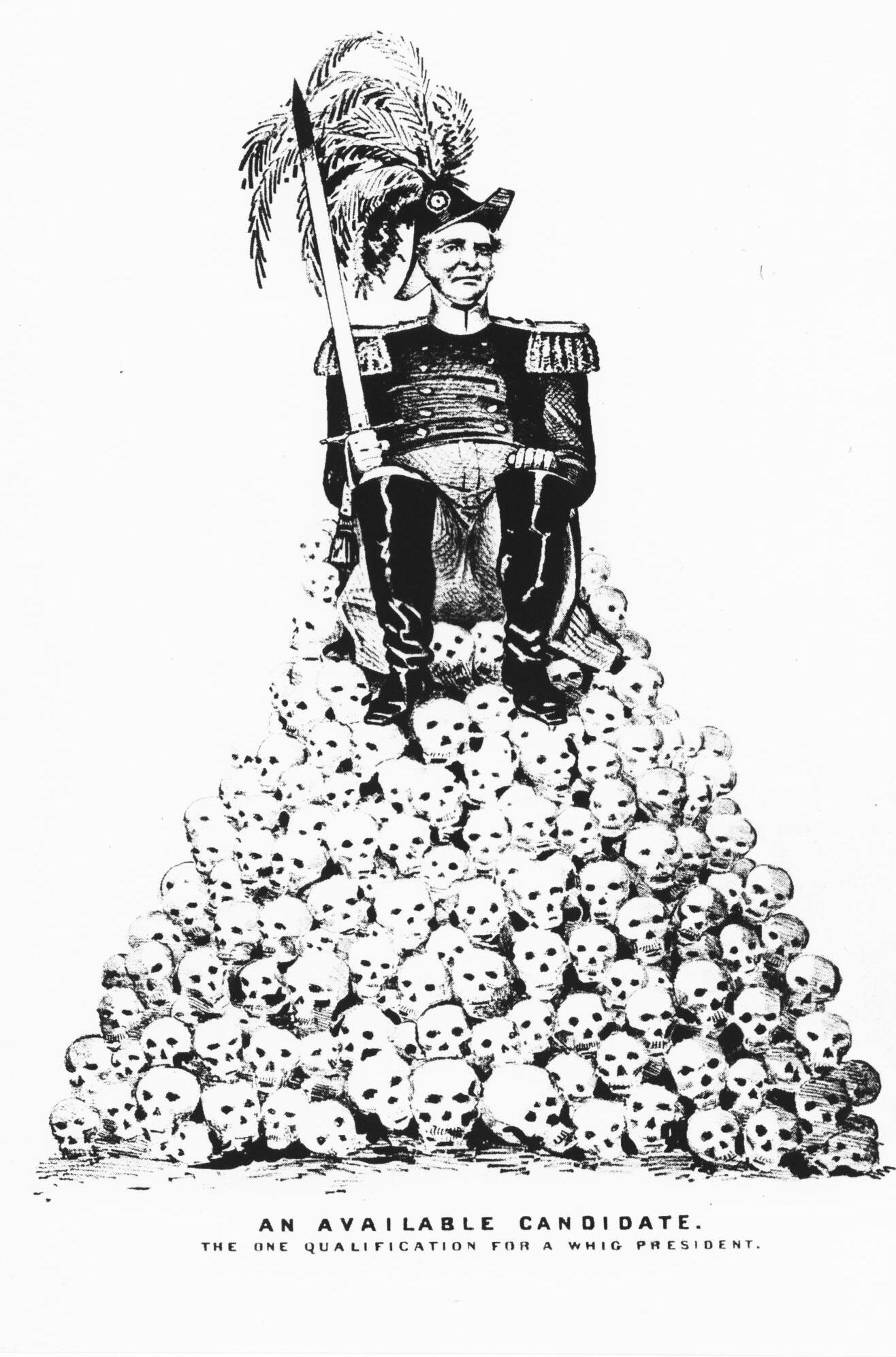
Vignetta che attacca il generale Taylor come il macellaio della guerra messicana raffigurandolo seduto su una pila di teschi. Nella terminologia politica del tempo "disponibile" significava essenzialmente eleggibile. Alcuni avrebbero di certo considerato questo ipocrita, poiché nel complesso il Partito Democratico era stato molto più entusiasta della guerra rispetto ai Whig.

Gli fu affiancato il generale W. O. Butler che ricevette 169 preferenze da parte dei delegati, battendo altri cinque candidati, tra cui il futuro vicepresidente William R. King (nella presidenza di Franklin Pierce) e il futuro presidente degli Stati Confederati d'America Jefferson Davis.

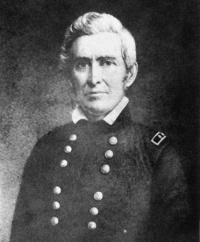
W. O. Butler
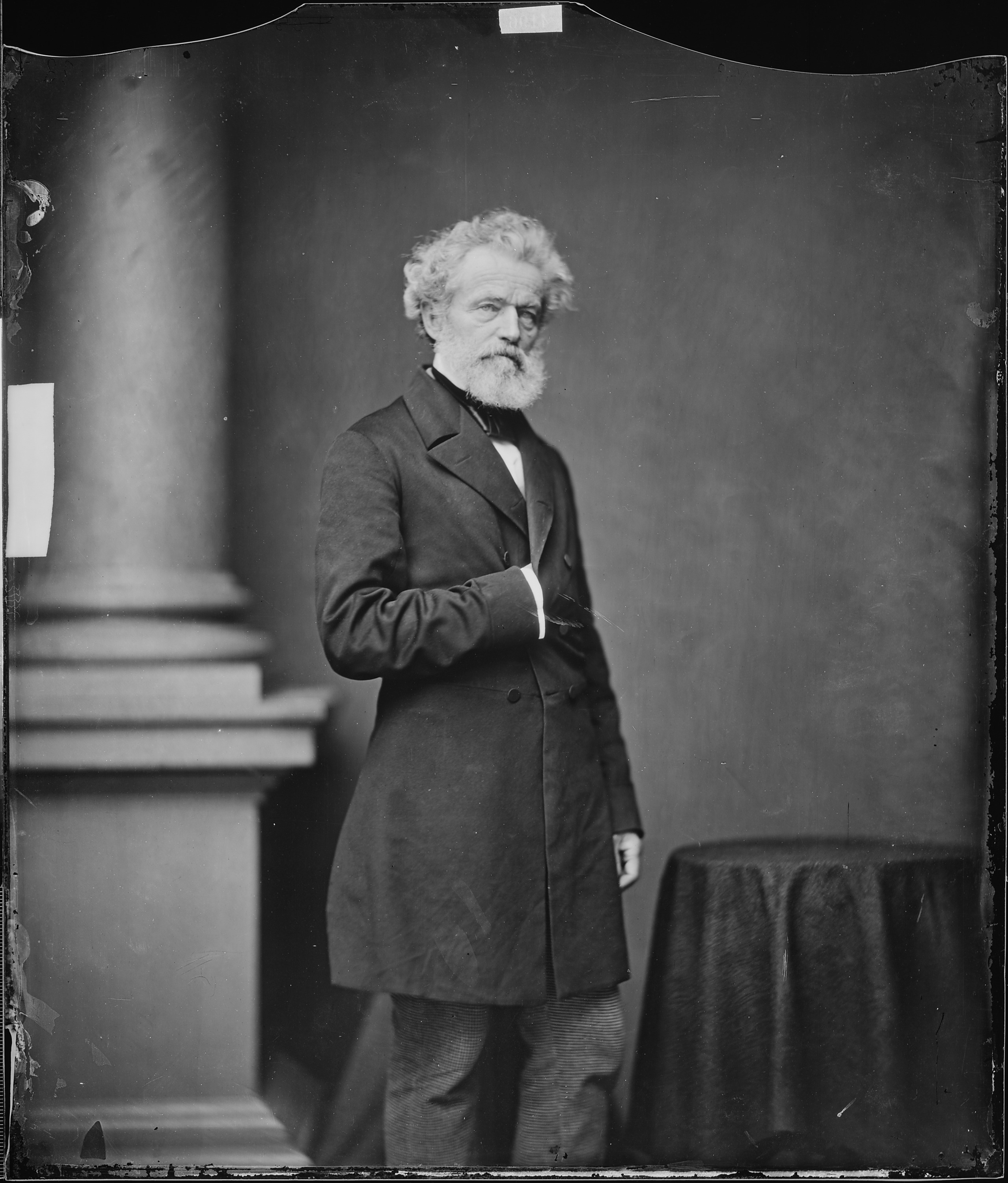
John Anthony Quitman
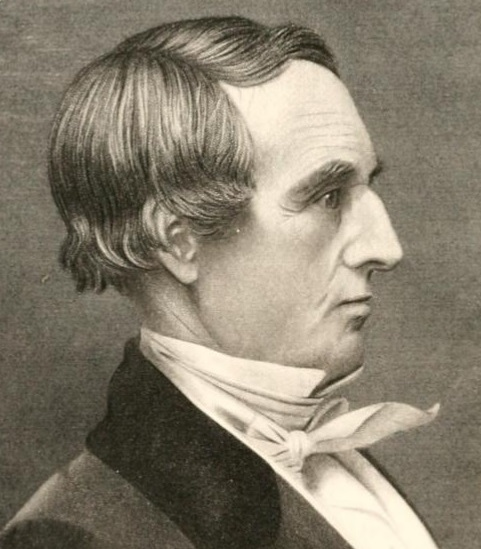
William R. King
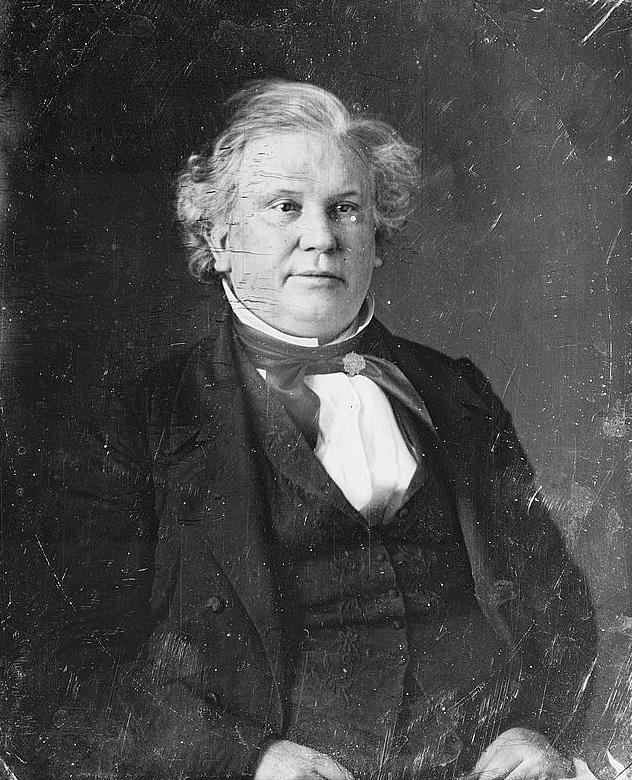
John Young Mason
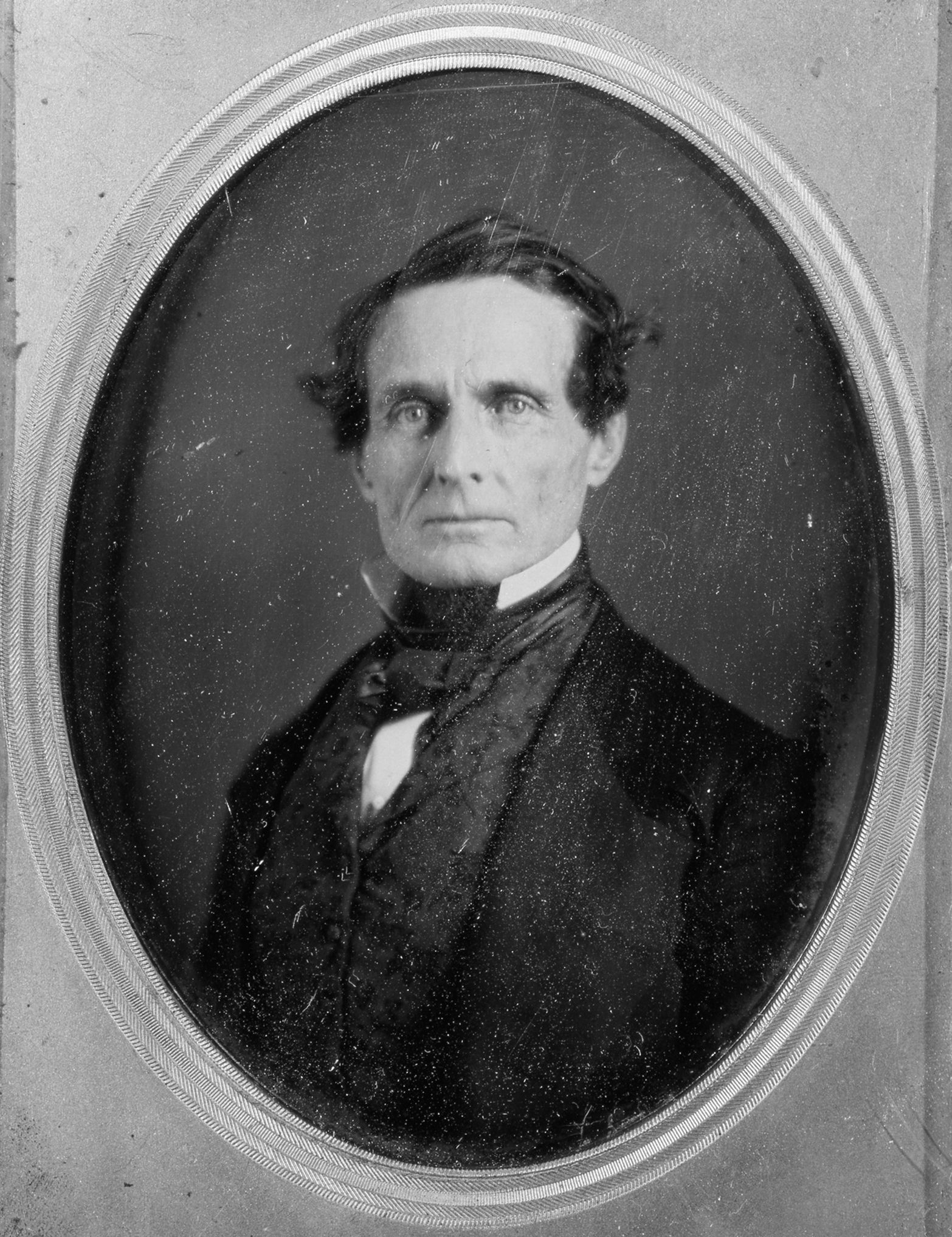
Jefferson Davis

| Votazione        | 1°  | 2°  | Totale |
| ---------------- | --- | --- | ------ |
| W. O. Butler     | 114 | 169 | 290    |
| J. A. Quitman    | 74  | 62  | 0      |
| W. R. King       | 26  | 8   | 0      |
| J. Y. Mason      | 24  | 3   | 0      |
| James Iver McKay | 13  | 11  | 0      |
| J. Davis         | 1   | 0   | 0      |

I Democratici adottarono un programma politico che passò sotto un vistoso silenzio il tema controverso della schiavitù e con lo stesso Cass sospettato di inclinazioni pro-schiaviste; molti dei Democratici anti-schiavitù fuoriuscirono pertanto dalla convenzione di Baltimora per dare vita al Free Soil Party. Van Buren fu scelto come candidato con il programma politico del Free Soil.

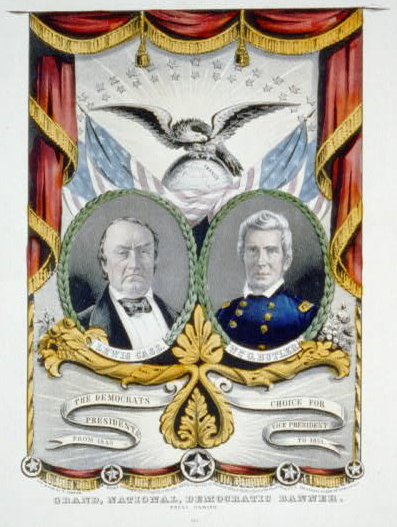
Manifesto elettorale di Cass e Butler.

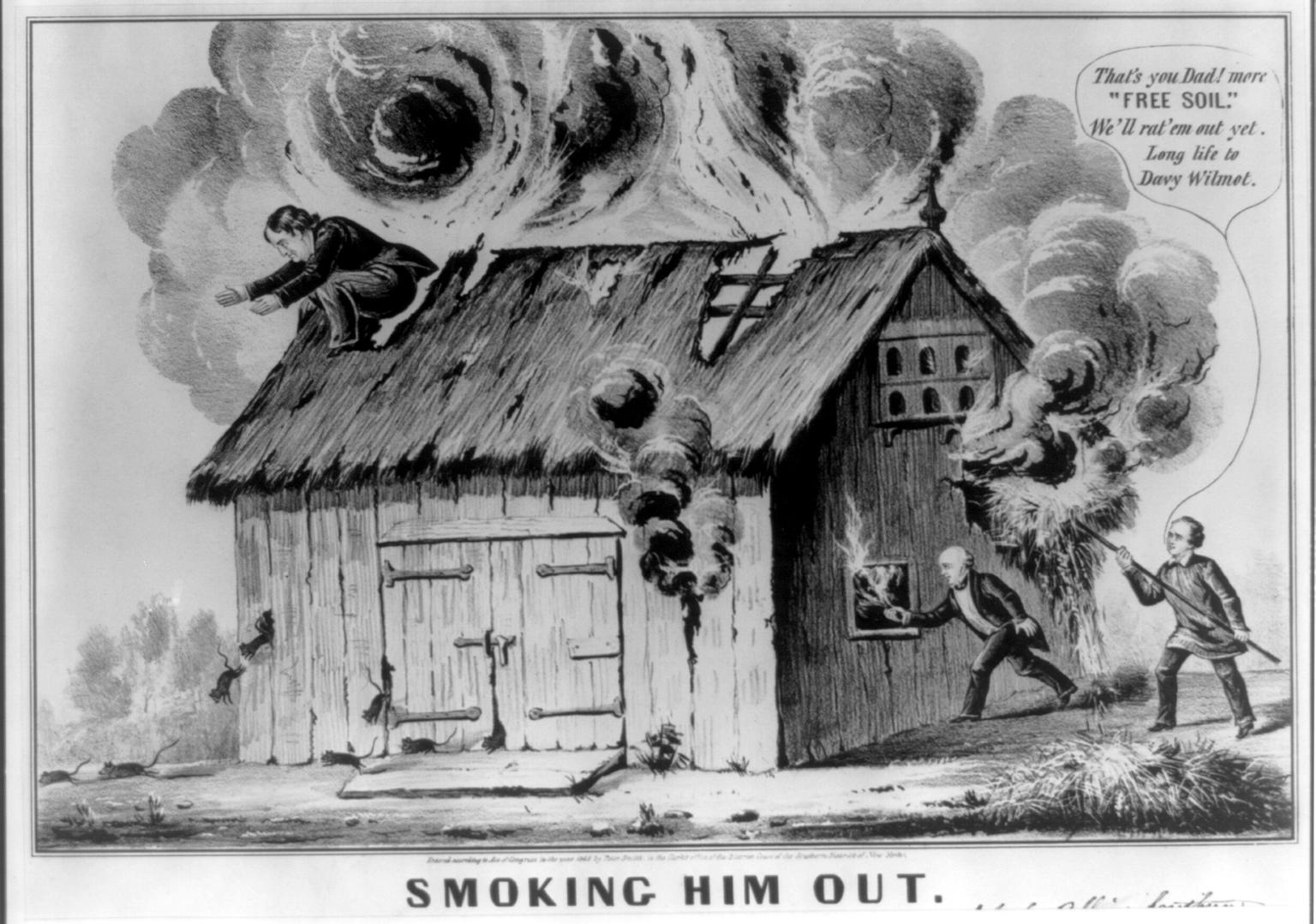
Commento umoristico sull'opposizione dei "Barnburner" al candidato democratico L. Cass. Van Buren e suo figlio John furono attivi nello sforzo del Free Soil per impedire l'estensione della schiavitù nei nuovi territori. Qui l'ex presidente e John alimentano un fuoco già divampante in un fienile fatiscente (i Democratici Radicali dello stato di New York che appoggiarono Van Buren furono chiamati "Barnburners" in quanto nel loro zelo per le riforme sociali e la politica fiscale anticorruzione vennero paragonati a contadini che bruciano i loro fienili per cacciarne via i topi.

| Candidati del Partito Democratico, 1848 |                                                                                         |
| Lewis Cass                              | William O. Butler                                                                       |
| per Presidente                          | per Vice Presidente                                                                     |
|                                         |                                                                                         |
| Senatore per il Michigan (1845–1848)    | Ex membro della Camera dei Rappresentanti per il 13º distretto del Kentucky (1839–1843) |
| Campaign                                |                                                                                         |

### Free Soil Party
Il Free Soil si costituì durante queste elezioni per opporsi ad un'ulteriore espansione della schiavitù nei territori occidentali. Gran parte del suo sostegno proveniva dai "Barnburners" democratici scissionisti anti-schiavisti, tra cui l'ex presidente Martin Van Buren, e dalla fazione "Conscience Whigs". Il nuovo movimento fu guidato da Salmon P. Chase e John Parker Hale e tenne la sua Convention a Utica (New York) e Buffalo.
Il 22 giugno Van Buren sconfisse Hale grazie a 154 preferenze dei delegati a suo favore contro 129, mentre Charles Francis Adams, Sr., il cui padre (John Quincy Adams) e il nonno (John Adams) avevano entrambi ricoperto il ruolo di presidente, fu invece scelto come candidato vicepresidente.

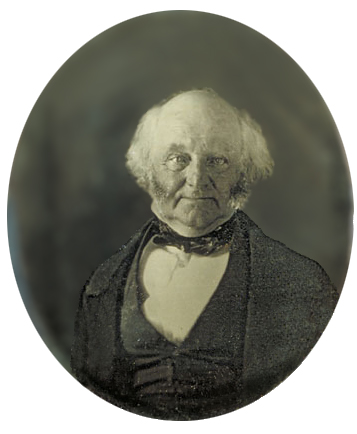
Ex presidente M. Van Buren
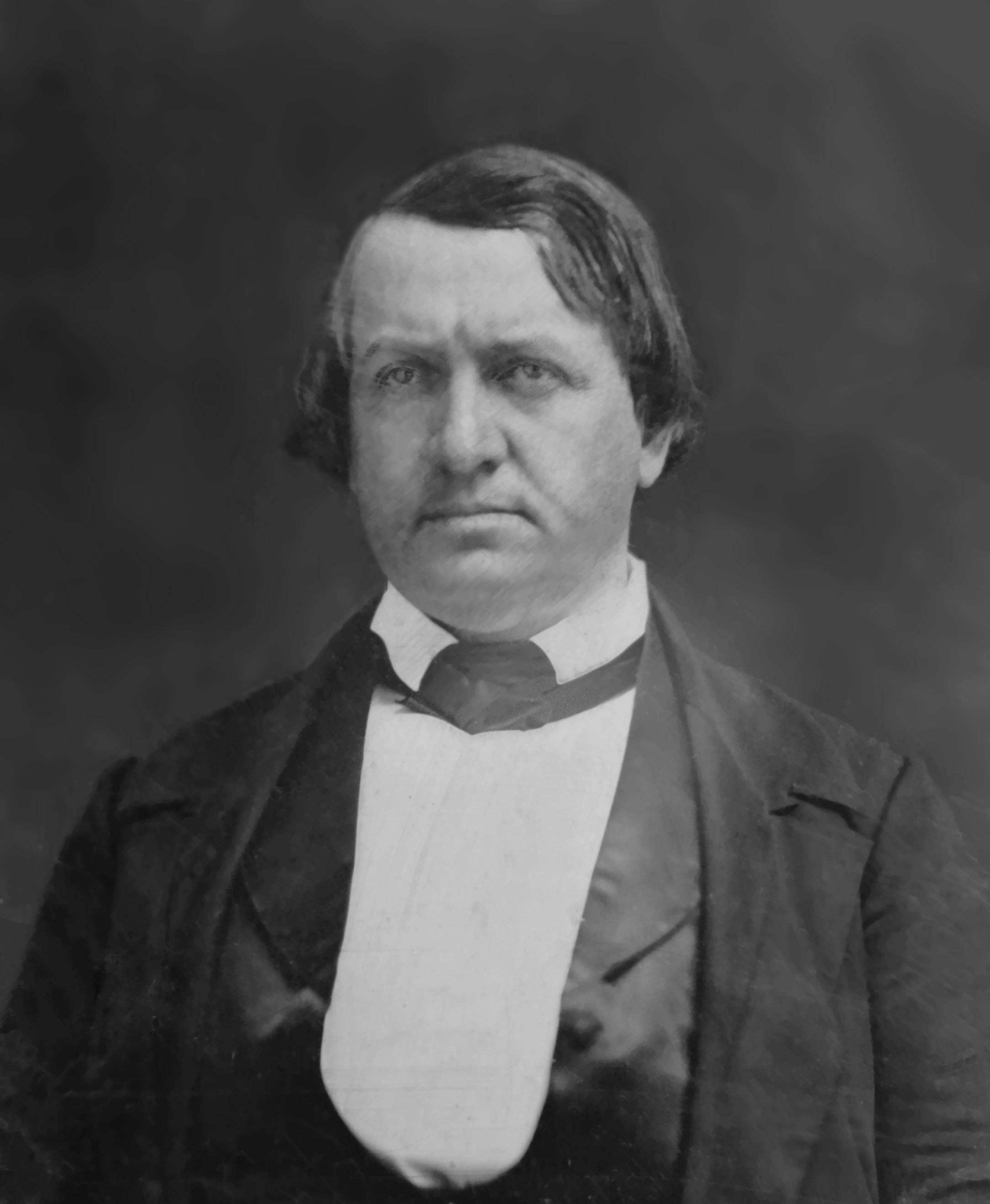
Senatore John Parker Hale per il New Hampshire
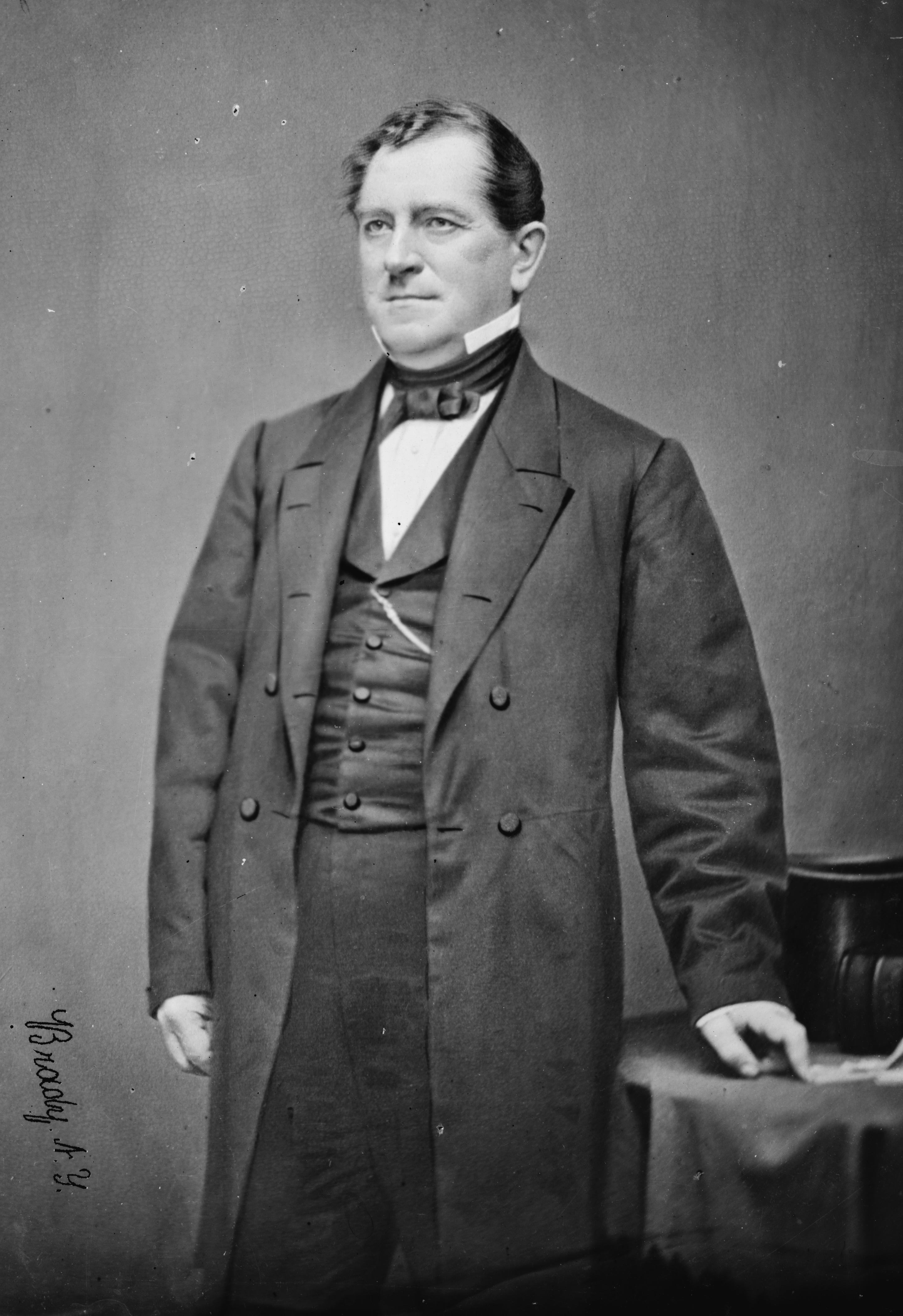
Membro della Camera dei rappresentanti Joshua Reed Giddings per l'Ohio
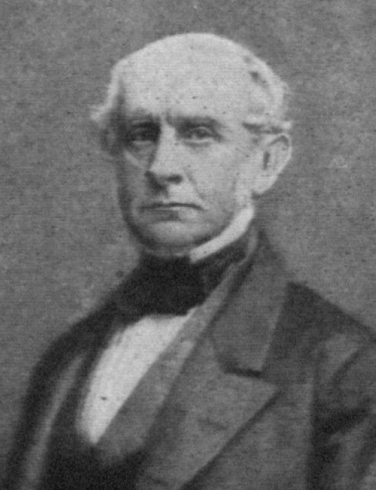
Ex senatore statale del Massachusetts C. F. Adams, Sr.

| Votazione per la presidenza |     | Votazione per la vicepresidenza |     |
| --------------------------- | --- | ------------------------------- | --- |
| M. Van Buren                | 244 | C. F. Adams, Sr.                | 467 |
| J. P. Hale                  | 183 |                                 |     |
| J. R. Giddings              | 23  |                                 |     |
| C. F. Adams, Sr.            | 13  |                                 |     |
| Altri                       | 4   |                                 |     |

Van Buren sapeva che i Free Soilers non avevano alcuna possibilità di vincere, ma la sua candidatura avrebbe diviso il voto Democratico e favorito così il successo dei Whig. Invecchiato e amareggiato, a Van Buren non importava di mettere fine a una vita di solidarietà e appartenenza di partito; detestava Cass e il principio di sovranità popolare sulla questione schiavista con uguale intensità.

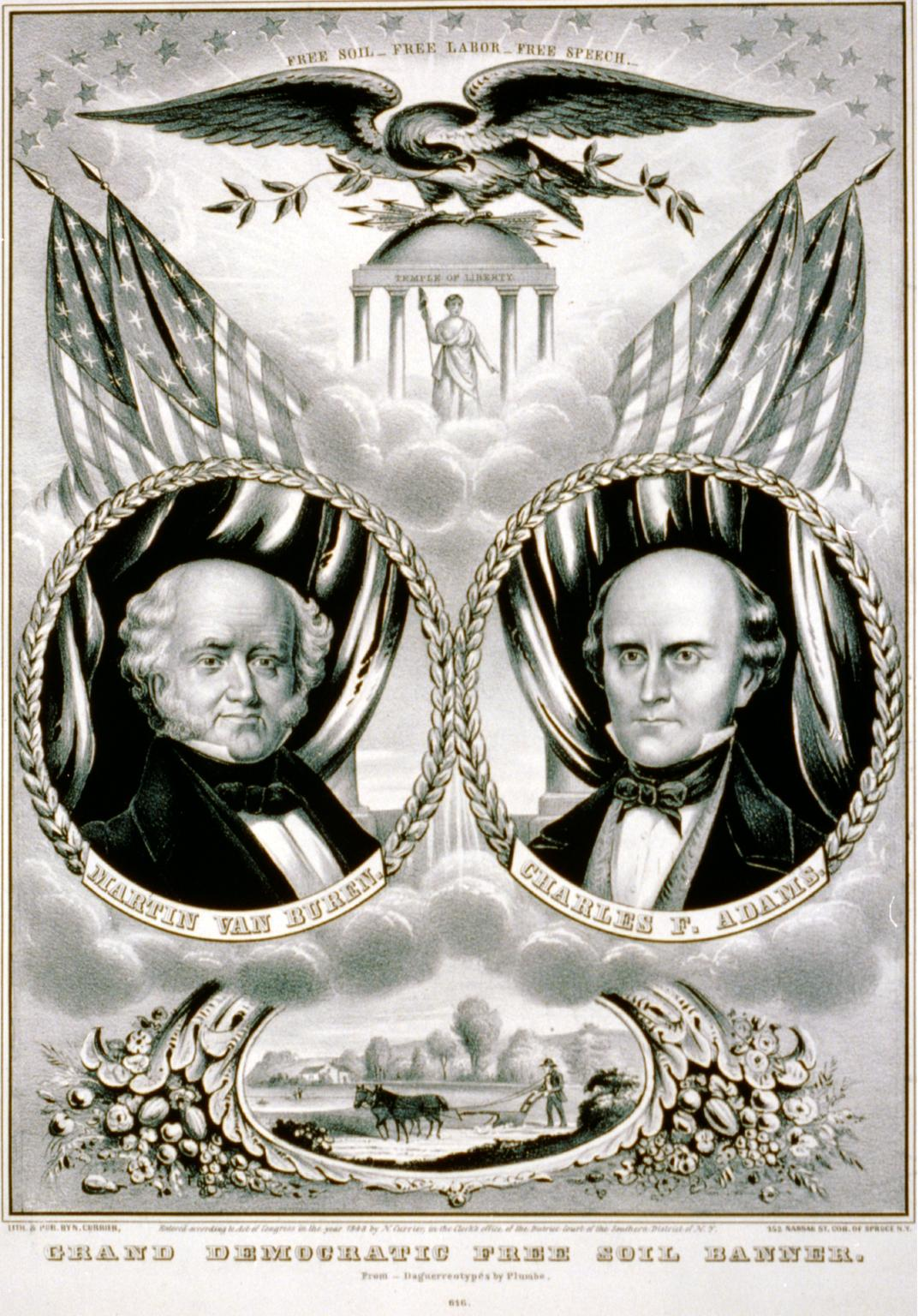
Manifesto elettorale di Van Buren e Adams.

| Candidati del Free Soil Party, 1848                   |                                                   |
| Martin Van Buren                                      | Charles Francis Adams                             |
| per Presidente                                        | per Vice Presidente                               |
|                                                       |                                                   |
| 8° Presidente degli Stati Uniti d'America (1837–1841) | Ex senatore statale del Massachusetts (1844–1845) |
| Manifesto elettorale                                  |                                                   |

### Liberty Party

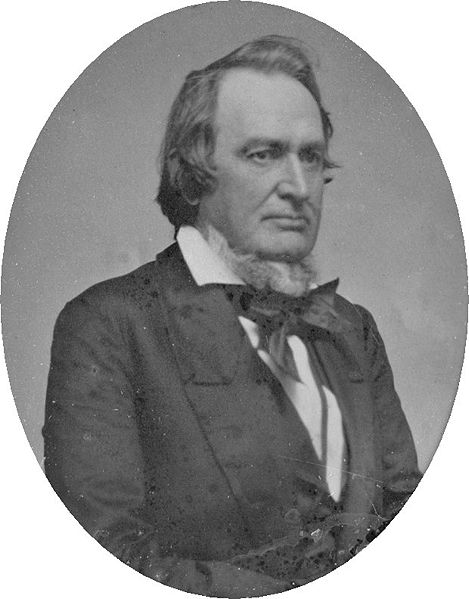
Gerrit Smith per lo Stato di New York
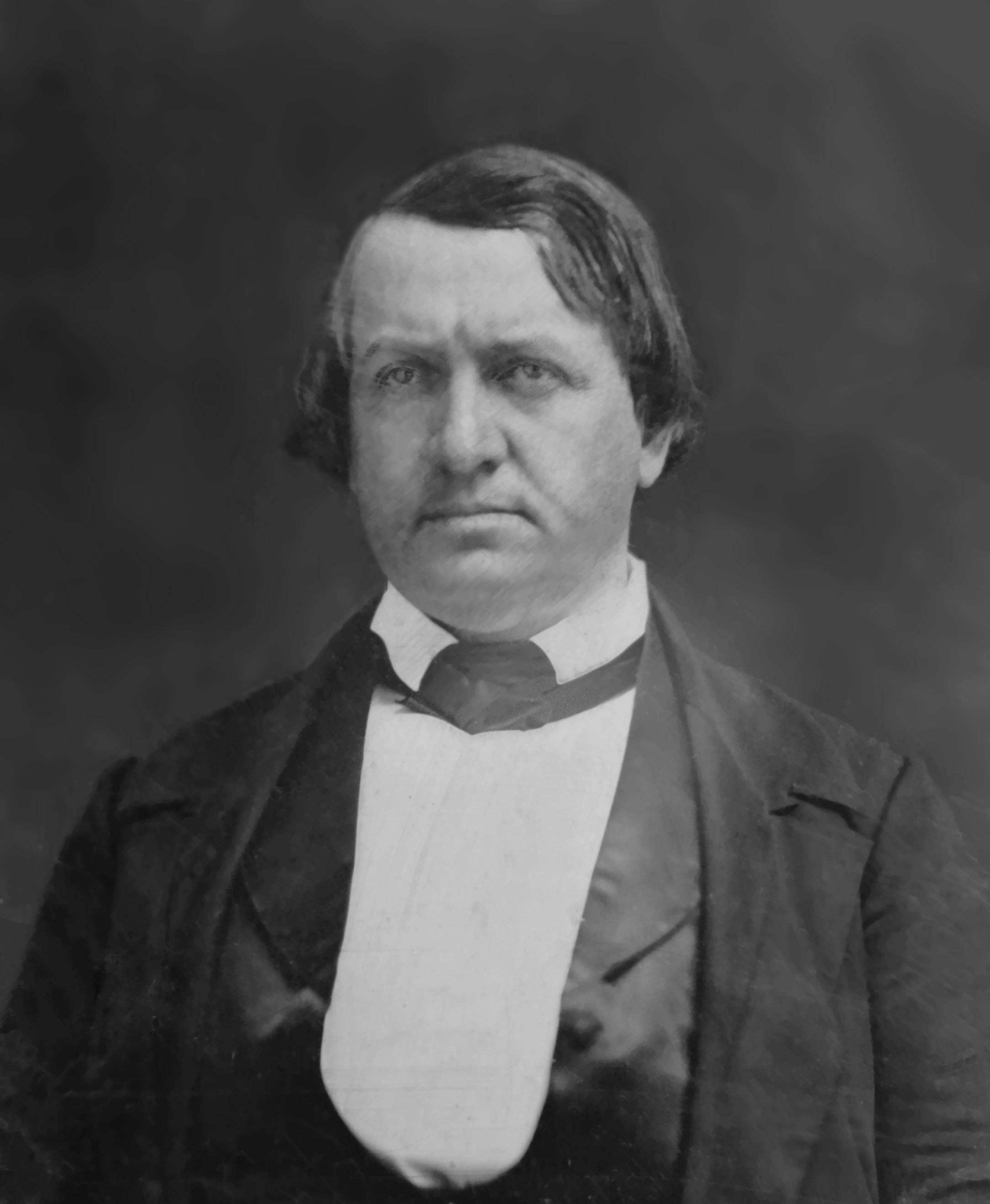
Senatore J. P. Hale per il New Hampshire

| Votazione per la presidenza |     |
| --------------------------- | --- |
| J. P. Hale                  | 103 |
| G. Smith                    | 41  |

### Altre nomination

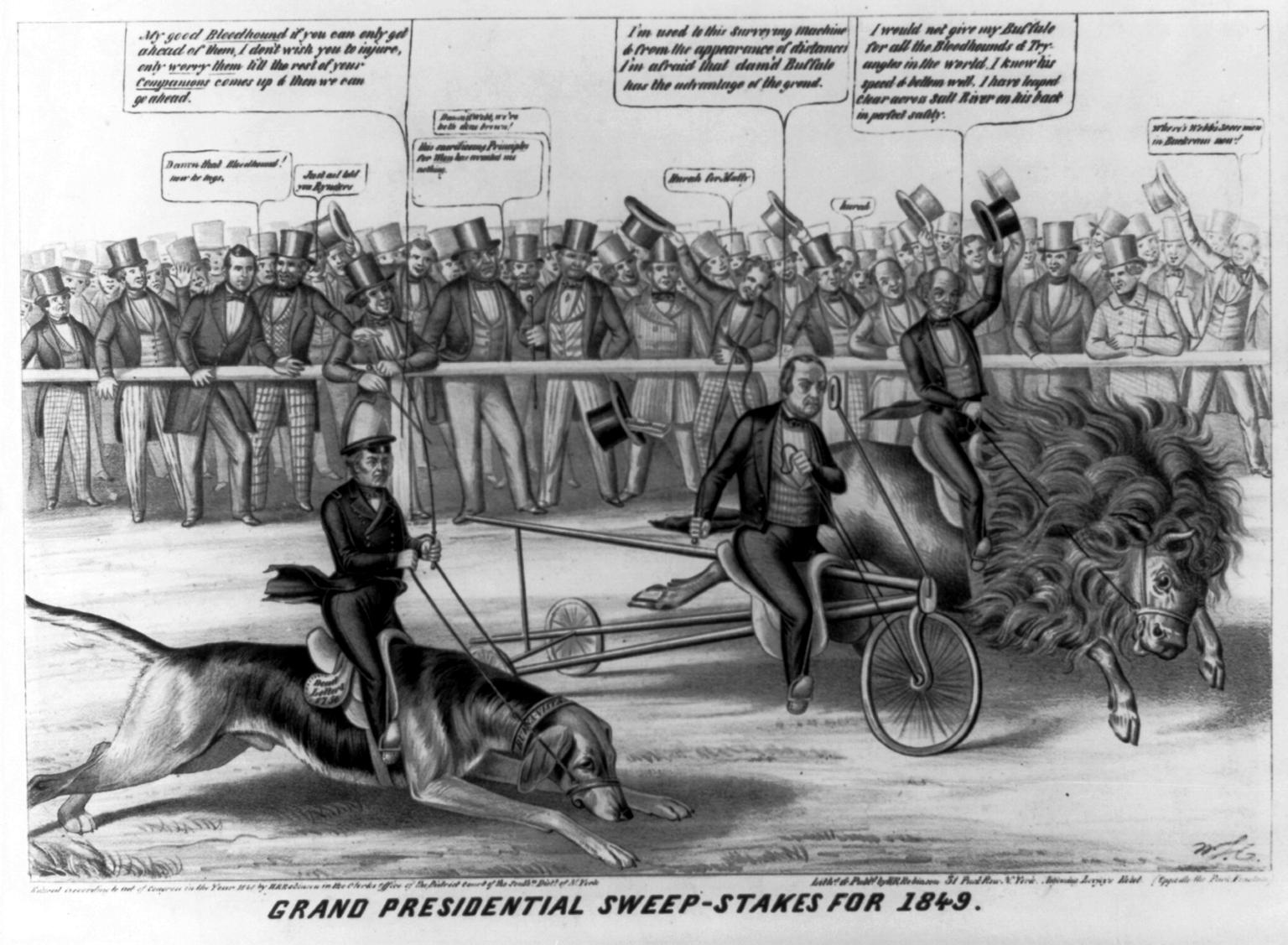
"Grande lotteria presidenziale"; il candidato Zachary Taylor (a sinistra) cavalca un segugio con un collare con su scritto "Buena Vista"; ciò ricorda le proteste pubbliche contro il controverso uso di Taylor di cani da caccia contro gli indiani nella guerra seminole (1835-1842).

## Appuntamento elettorale
La campagna elettorale fu combattuta senza molto entusiasmo e praticamente senza alcuno scontro. Nessuno dei due grandi partiti fece uno sforzo per aggregare gli elettori in difesa di qualsiasi principio importante.
I sostenitori Whig, tra cui i futuri presidenti Abraham Lincoln e Rutherford Hayes, propagandavano la posizione di Taylor opposta allo spoil system tradizionale nella democrazia jacksoniana e messo in pratica dai Democratici negli Stati Uniti meridionali. Al Sud sottolinearono il fatto che il candidato Whig era un proprietario di schiavi della Louisiana, mentre al Nord di contro mettevano in risalto la sua disponibilità a lasciare al Congresso la decisione sulle questioni più importanti (cosa che in seguito non fece).

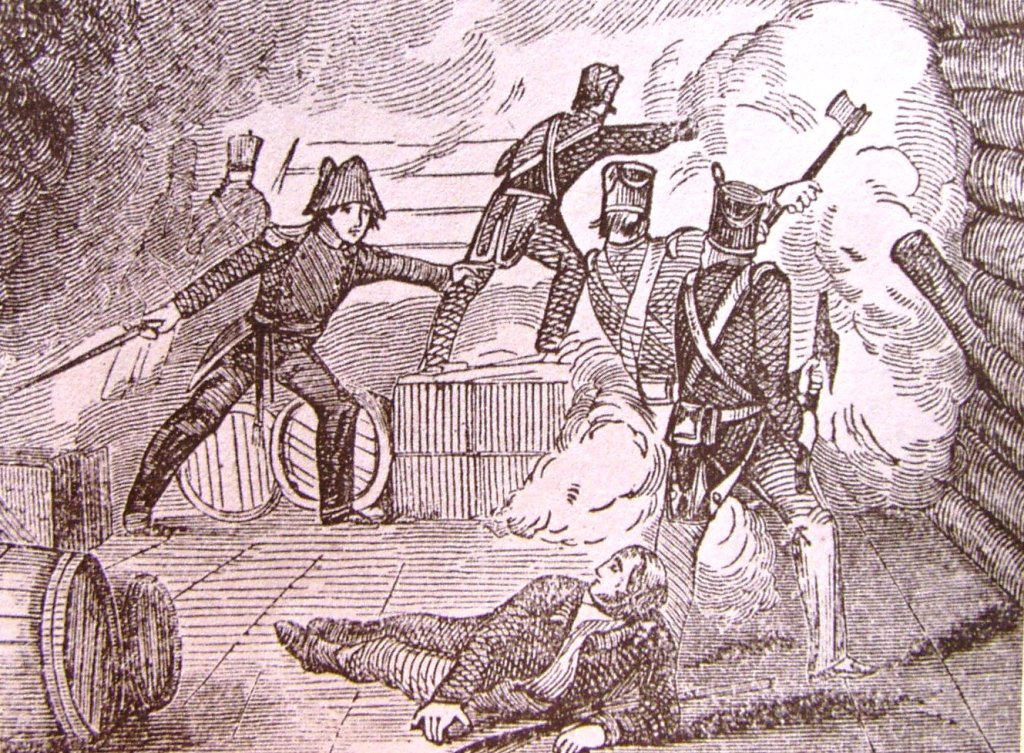
Il generale Taylor ricordato per il suo trionfo all'Assedio di Fort Harrison nel 1812 durante la guerra anglo-americana.

I Democratici continuarono a ripetere, come già facevano da molti anni, la loro opposizione a una banca nazionale, ad alti dazi doganali e alle sovvenzioni federali per i miglioramenti infrastrutturali locali. I Free Soilers bollarono entrambi i principali avversari come agenti degli schiavisti, sostenendo che i ricchi piantatori stabilivano le priorità di entrambi i partiti, ignorando l'uomo bianco ordinario. Dovettero destreggiarsi riguardo alla nota reputazione di Van Buren a scendere a compromessi con lo schiavismo.
I Whig ebbero il vantaggio di mettere in luce le glorie militari di Taylor, il quale rimase da parte sua sempre assai vago sui temi programmatici; la campagna fu dominata per lo più da attacchi personali tra i contendenti, con i Democratici che definirono Taylor volgare, ignorante, crudele e avido, mentre i Whig attaccarono Cass per i suoi guadagni illeciti e la palese disonestà. La divisione dei Democratici sulla questione della schiavitù permise però a Taylor di dominare gli Stati Uniti d'America nord-orientali.
I Free Soilers si presentarono al voto in soli 17 dei 29 Stati con il suffragio popolare, rendendo matematicamente possibile per Van Buren vincere la presidenza, anche se nessuna speranza in pratica; tuttavia il Partito fece una campagna vigorosa, in particolare nelle tradizionali roccaforti democratiche nel Nord-Est.
Mentre alcuni Free Soilers sperarono di prendere abbastanza Stati da rimandare l'esito elettorale al pronunciamento dei grandi elettori nella Camera dei Rappresentanti, Van Buren intuì che il partito avrebbe dovuto essere un progetto a lungo termine e che il meglio che si sarebbe potuto fare era gettare le basi per un risultato sperabilmente migliore nelle seguenti elezioni presidenziali del 1852.

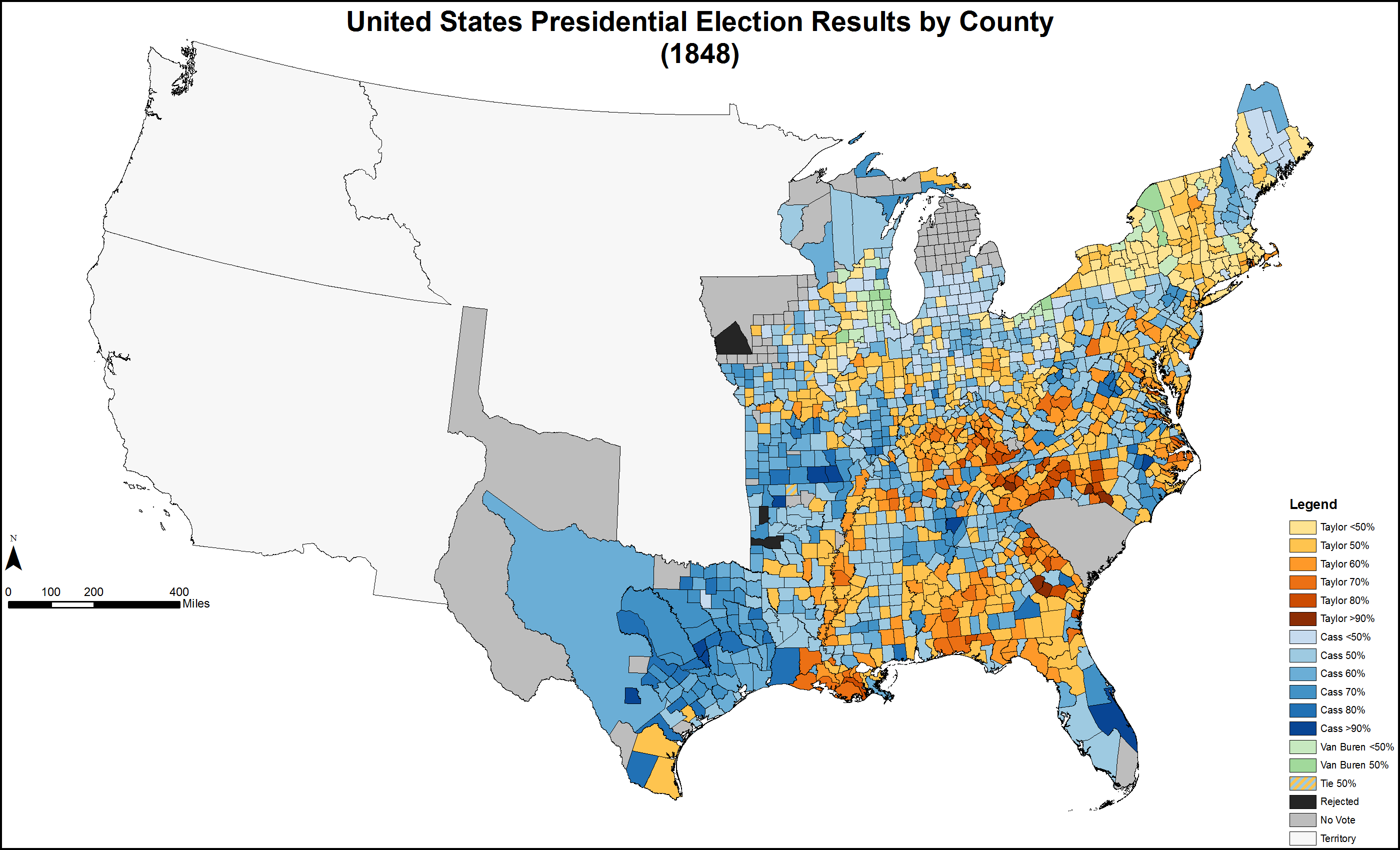
Risultati per contea indicanti la percentuale ottenuta da ciascun candidato. Le sfumature di colore giallo-marroncino indicano le vittorie di Taylor (Whig), quelle blu le conquiste di Cass (Democratico) ed infine quelle verdi i territori andati a Van Buren (Free Soil).

### Risultati
Con Taylor come loro candidato i Whig riuscirono ad ottenere la loro seconda e ultima vittoria in un'elezione presidenziale; ebbero la maggioranza del collegio elettorale conquistando 163 dei 290 grandi elettori. Tuttavia il voto popolare si rivelò essere assai più equilibrato. Sebbene Taylor avesse superato Cass di 138 000 voti, gli mancarono 79 000 voti per arrivare alla maggioranza assoluta, raggiungendo poco più del 47%.
Uno studio dei risultati locali rivela che la forza del "Free Soil", a scapito dei partiti concorrenti, variò a seconda delle zone; negli Stati centrali del nord-est sembra che la maggior parte dei suoi sostenitori arrivasse dal Partito Whig. Al contrario nella regione degli Stati del Medio-Atlantico le basi Free Soil si trovarono nelle aree che fino ad allora erano state appannaggio dei Democratici, in particolare nello Stato di New York e nella Pennsylvania settentrionale.
La nomina di Van Buren rese la vittoria di Taylor quasi certa a New York; l'ex presidente ottenne abbastanza voti per dare ai Whig ambedue le contee tradizionalmente democratiche, consentendo loro di espugnare i territori odierni dell'area metropolitana di New York.
Nella Nuova Inghilterra il voto ai Democratici diminuì di 33 000 dal livello delle elezioni presidenziali del 1844, mentre quello Whig scese a sua volta di 15 000 unità; ciò a tutto vantaggio del terzo concorrente che triplicò. Il numero totale di voti rimase invece quasi del tutto stazionario; un'indicazione parziale, forse, della provenienza dei voti del Free Soil.

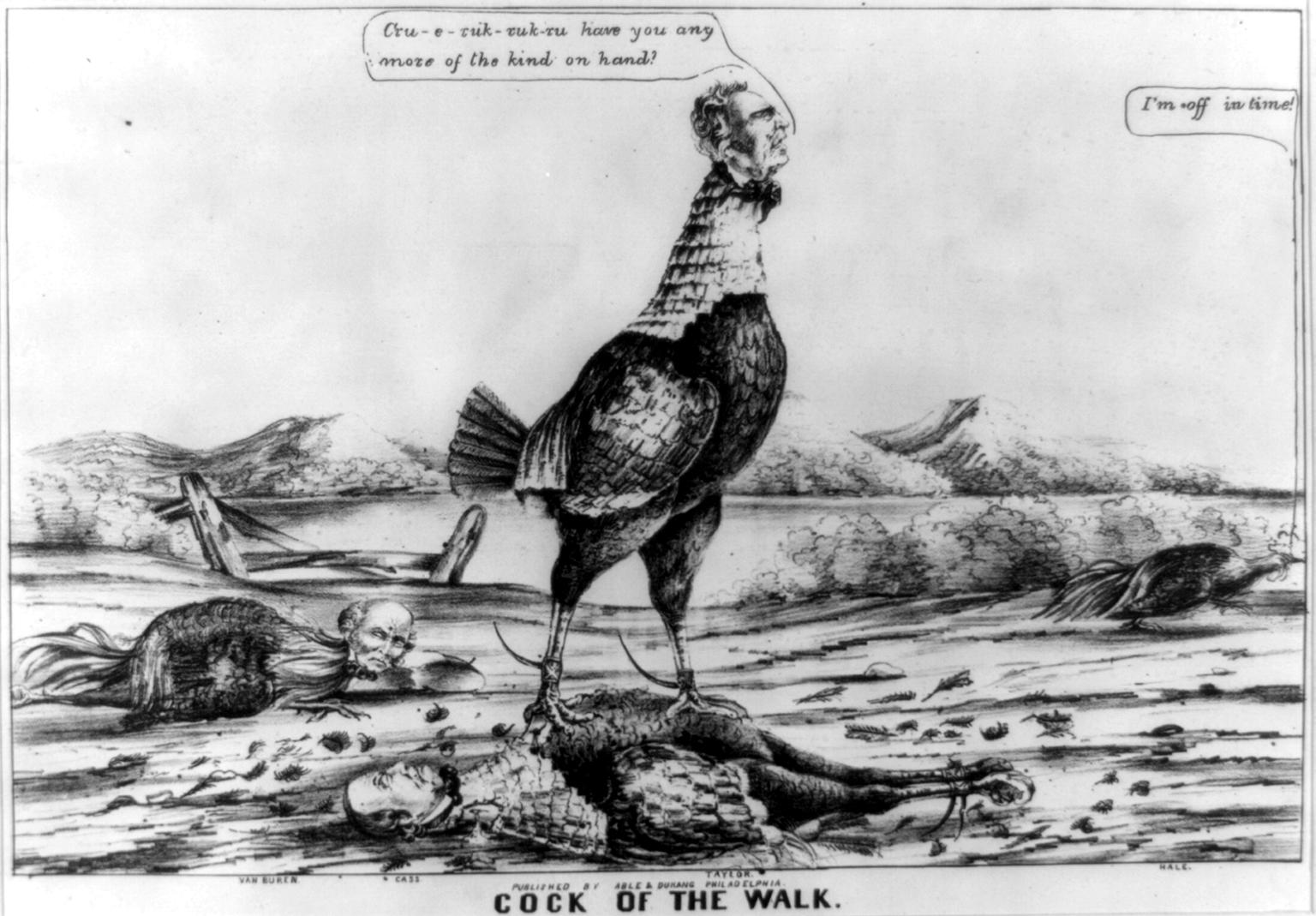
"La passeggiata del gallo". Il titolo si riferisce al candidato Whig Zachary Taylor come probabile vincitore; un gallo da combattimento in piedi sul suo avversario morto, un altro gallo con la testa del candidato democratico Lewis Cass.

Per la prima volta nella loro storia, i Whig non riuscirono ad ottenere la maggioranza assoluta dei voti nel Massachusetts e nel Vermont, inoltre i Democratici non riuscirono a mantenere la loro consueta maggioranza nel Maine; quindi solo il New Hampshire (Democratico) e il Rhode Island (Whig) degli Stati della Nuova Inghilterra diedero ai rispettivi partiti maggioranze vittoriose del tutto chiare.
Delle 1 464 contee/città indipendenti che fornirono risultati Cass si posizionò in prima posizione in 753 (il 51,43%), Taylor in 676 (il 46,17%) e Van Buren soltanto in 31 (il 2,12%). Quattro contee (lo 0,27%) del West si suddivisero equamente tra i due. Questa fu la prima volta nel periodo del secondo sistema partitico in cui la compagine vittoriosa non ebbe né la maggioranza delle contee né del voto popolare.
Come osserva uno storico un po' sarcasticamente, in pratica si decise che un generale Whig avrebbe dovuto diventare presidente perché aveva svolto un lavoro efficace nel portare avanti una guerra iniziata da un Democratico (la presidenza di James Knox Polk).
Questa fu l'ultima elezione in cui Connecticut, Delaware, Florida, Georgia, Louisiana, Maryland, New Jersey, New York, Carolina del Nord, Pennsylvania e Rhode Island votarono compattamente Whig; fu anche l'ultima volta che la Georgia votò contro i Democratici fino alle elezioni presidenziali del 1964, l'ultima volta che Delaware e Louisiana lo fecero fino alle elezioni presidenziali del 1872, l'ultima volta che la Florida e la Carolina del Nord lo fecero fino alle elezioni presidenziali del 1868 ed infine anche l'ultima volta che il New Jersey e la Pennsylvania lo fecero fino alle elezioni presidenziali del 1860.
| Candidato        | Partito             | Voti      | %      | Grandi Elettori | Candidato Vicepresidente   |
| ---------------- | ------------------- | --------- | ------ | --------------- | -------------------------- |
| Zachary Taylor   | Partito Whig        | 1 361 393 | 47,3%  | 163             | Millard Fillmore           |
| Lewis Cass       | Partito Democratico | 1 223 460 | 42,5%  | 127             | William Orlando Butler     |
| Martin Van Buren | Free Soil Party     | 291 501   | 10,1%  | 0               | Charles Francis Adams, Sr. |
| Gerrit Smith     | Liberty Party       | 2 545     | 0,1%   | 0               | Charles C. Foote           |
| Altri            |                     | 285       | 0,0%   | 0               |                            |
| Totale           |                     | 2 879 184 | 100,0% | 290             |                            |

Fonti: 
- Voto popolare:[10]
- Voto del Collegio Elettorale:[11]

|           |           |  |       |       |
| --------- | --------- |  | ----- | ----- |
| Taylor    | Taylor    |  | 47,28 | 47,28 |
| Cass      | Cass      |  | 42,49 | 42,49 |
| Van Buren | Van Buren |  | 10,12 | 10,12 |
| Altri     | Altri     |  | 0,11  | 0,11  |

|        |        |  |       |       |
| ------ | ------ |  | ----- | ----- |
| Taylor | Taylor |  | 56,21 | 56,21 |
| Cass   | Cass   |  | 43,79 | 43,79 |

### Geografia dei risultati

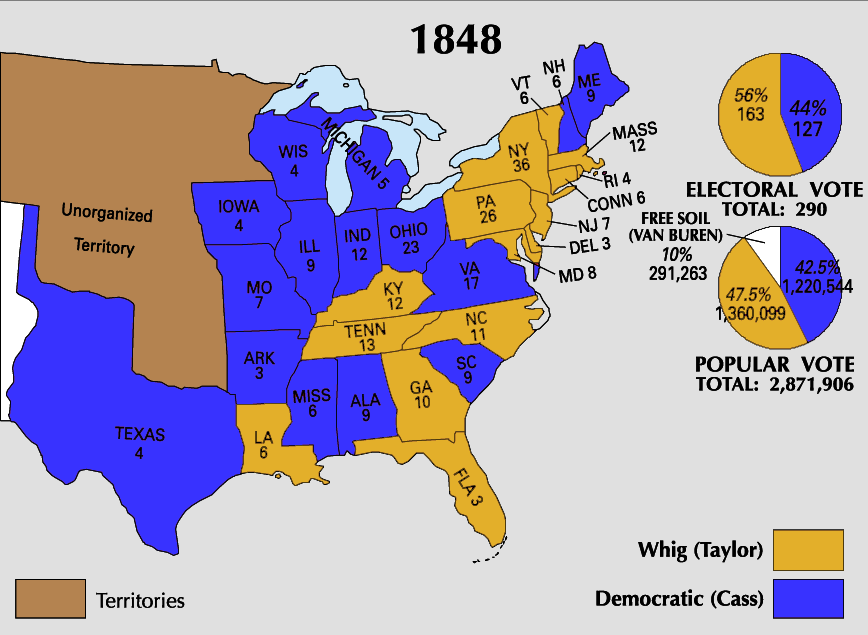

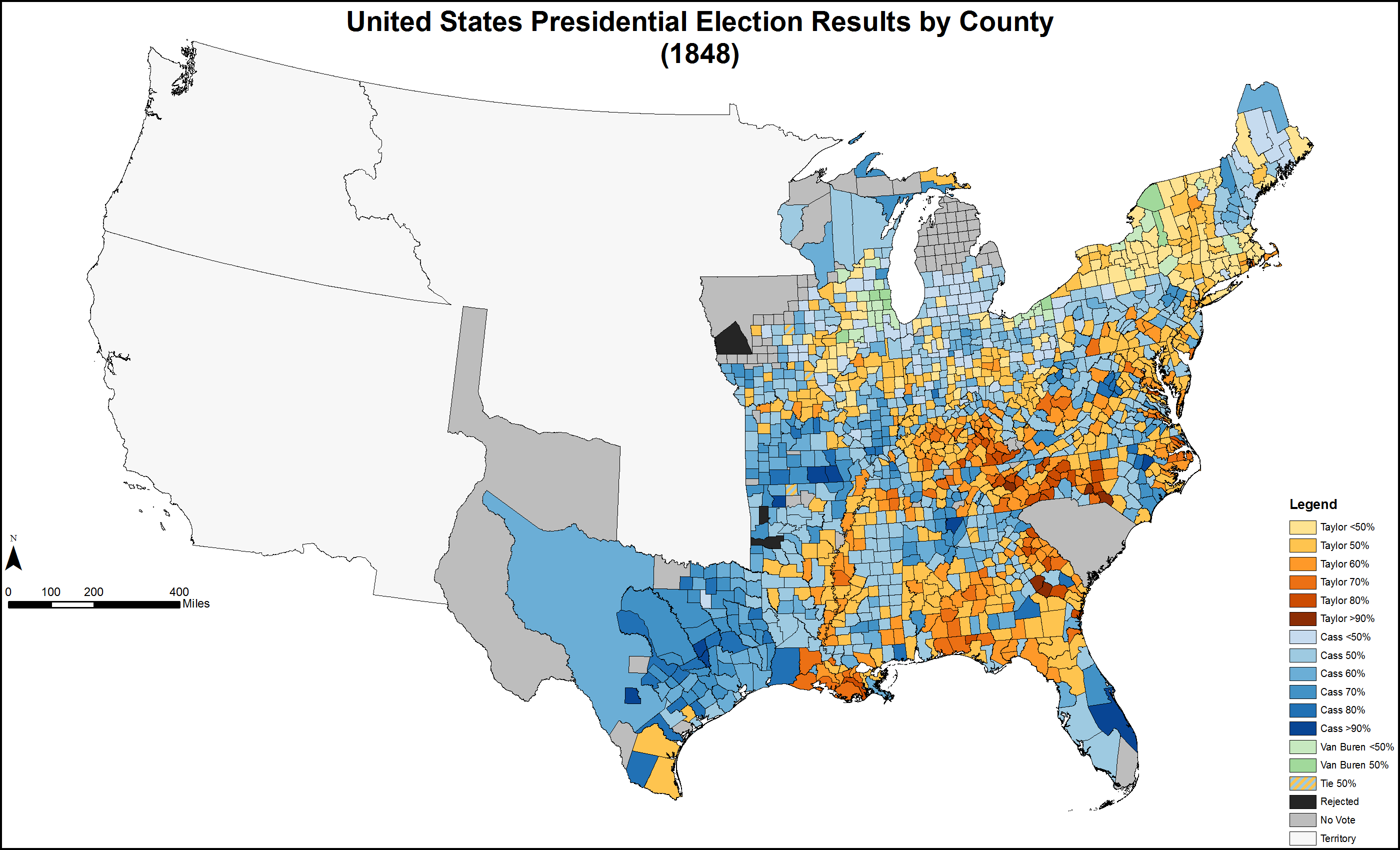
Mapa dei risultati per contea
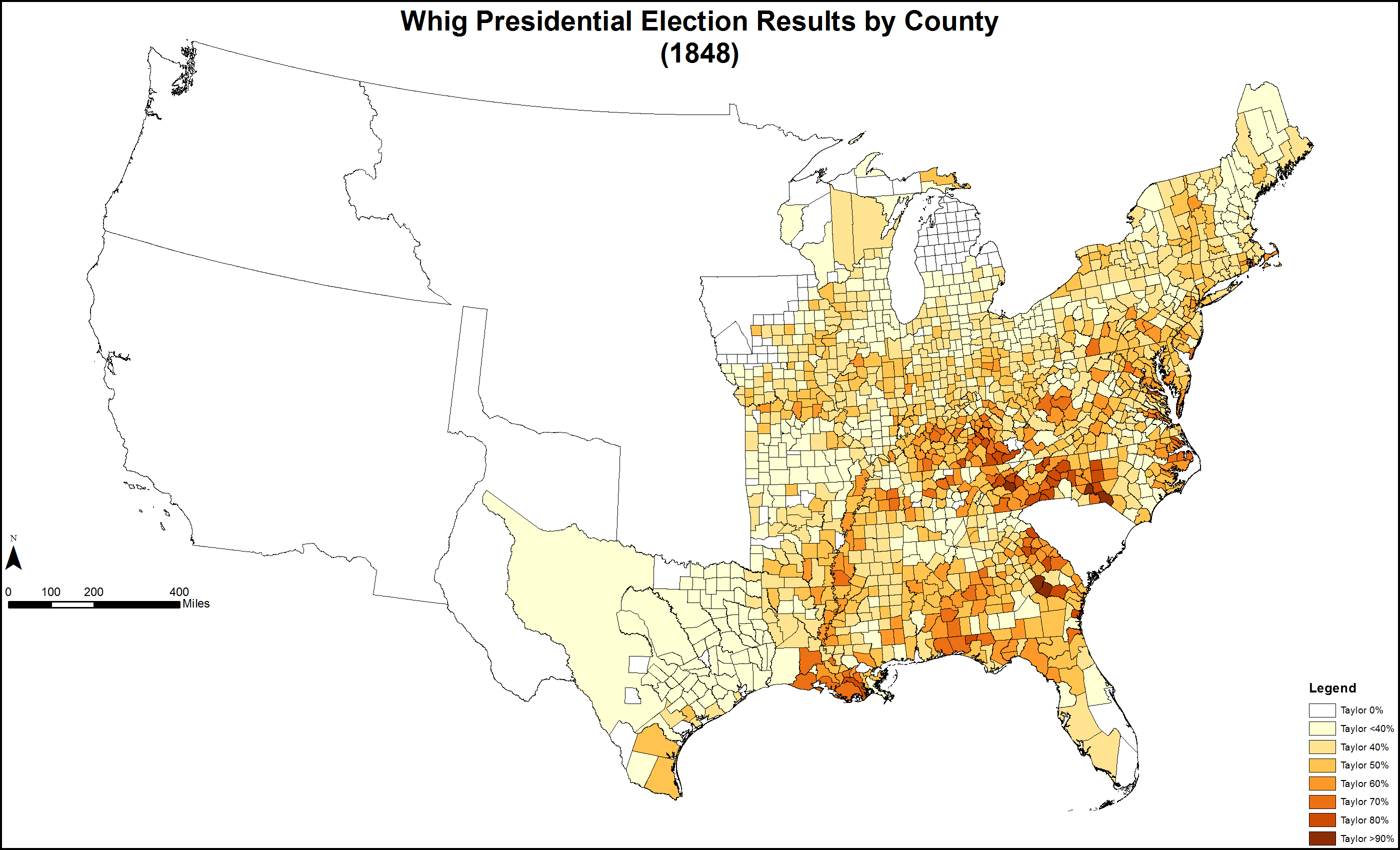
Mappa dei risultati Whig per contea
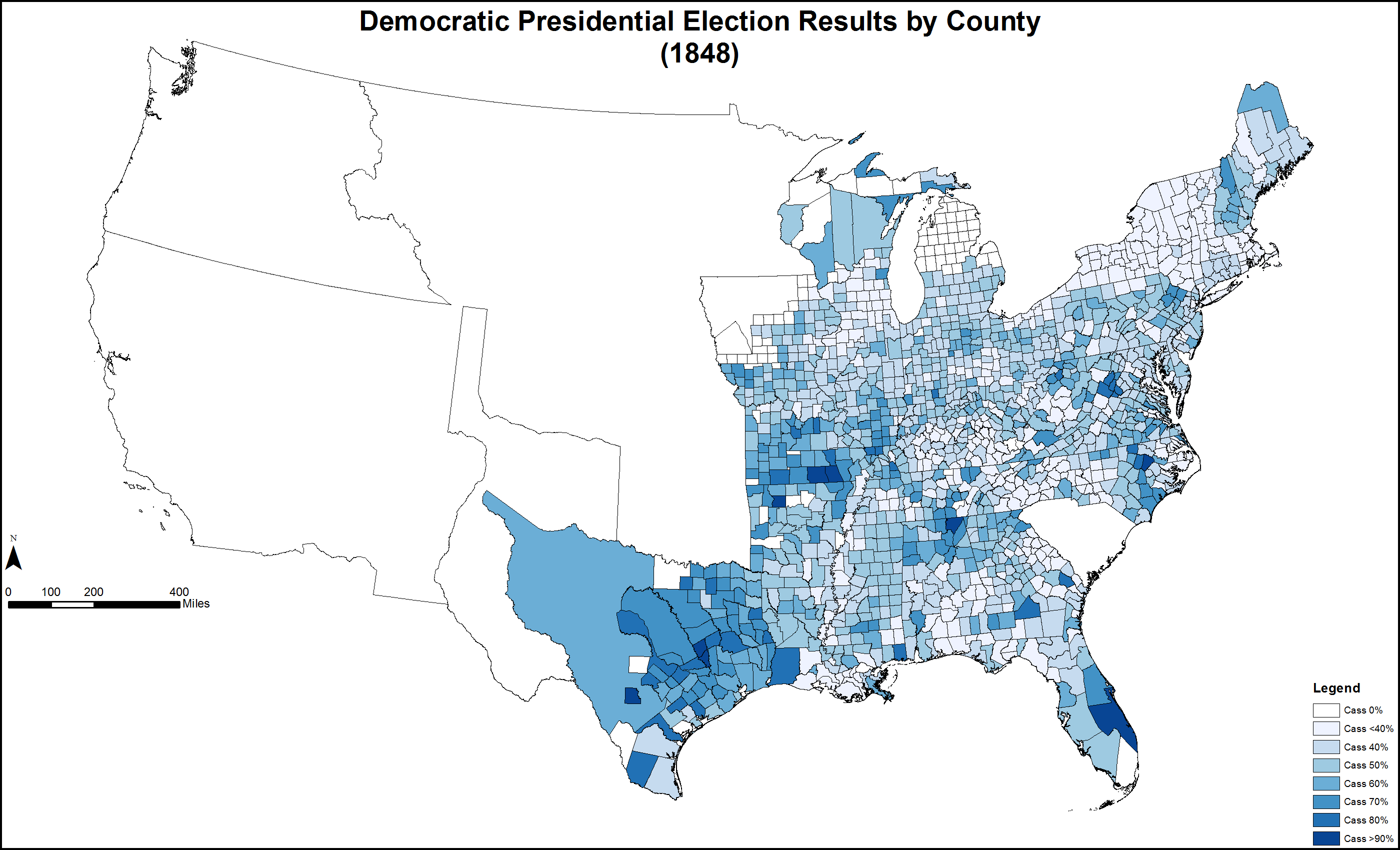
Mappa dei risultati Democratici per contea
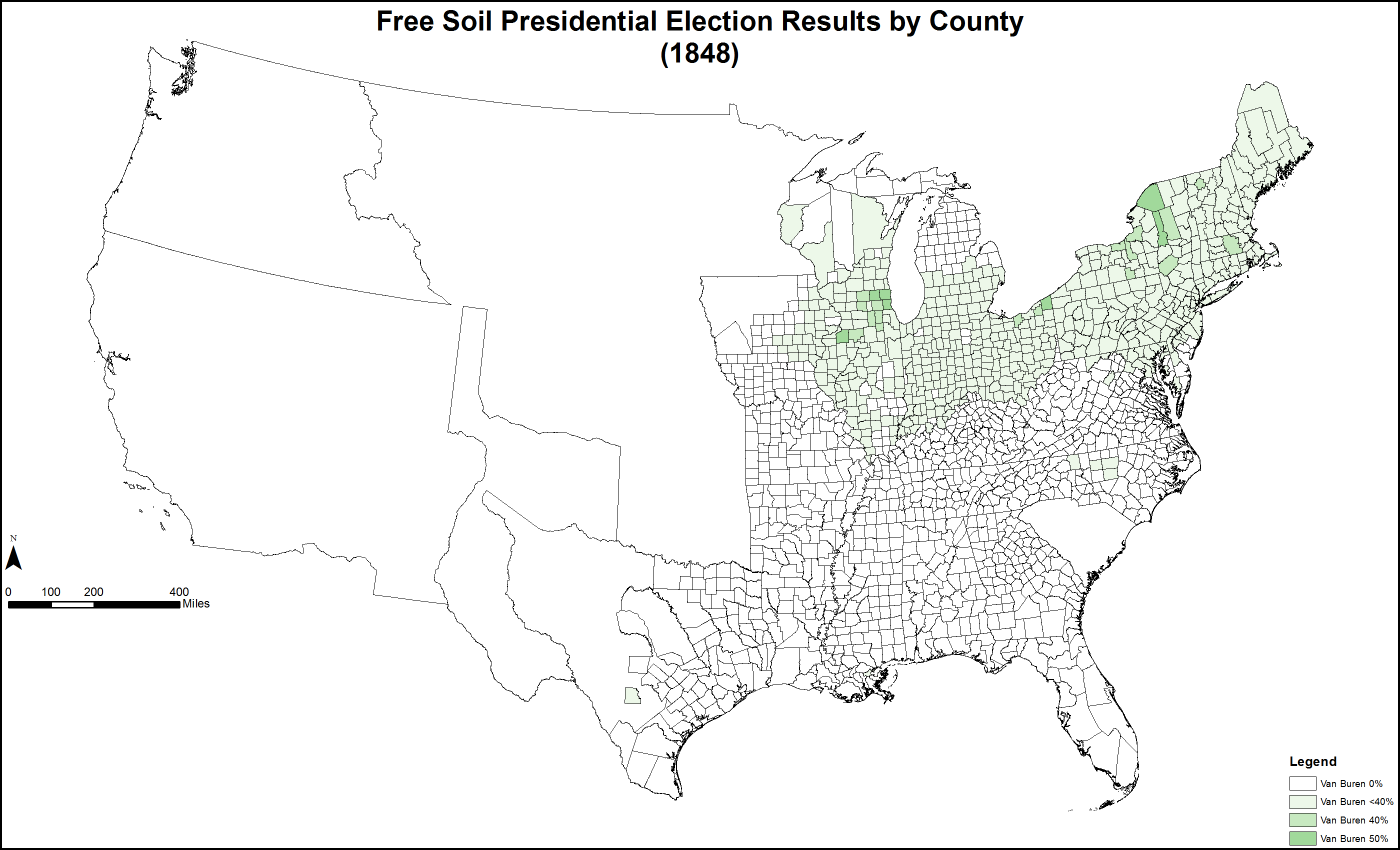
Mappa dei risultati Free Soil per contea
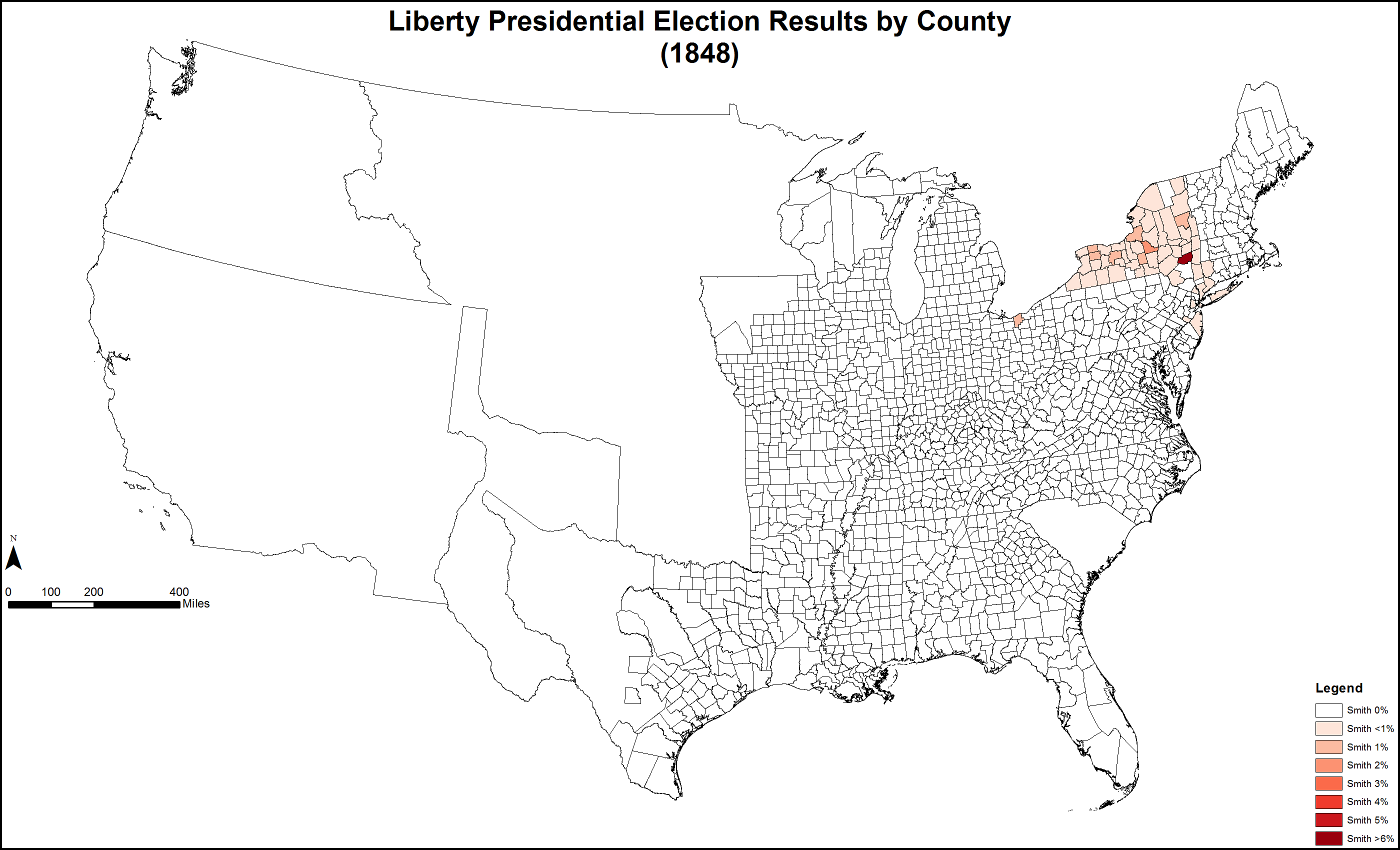
Mappa dei risultati Liberty Party per contea
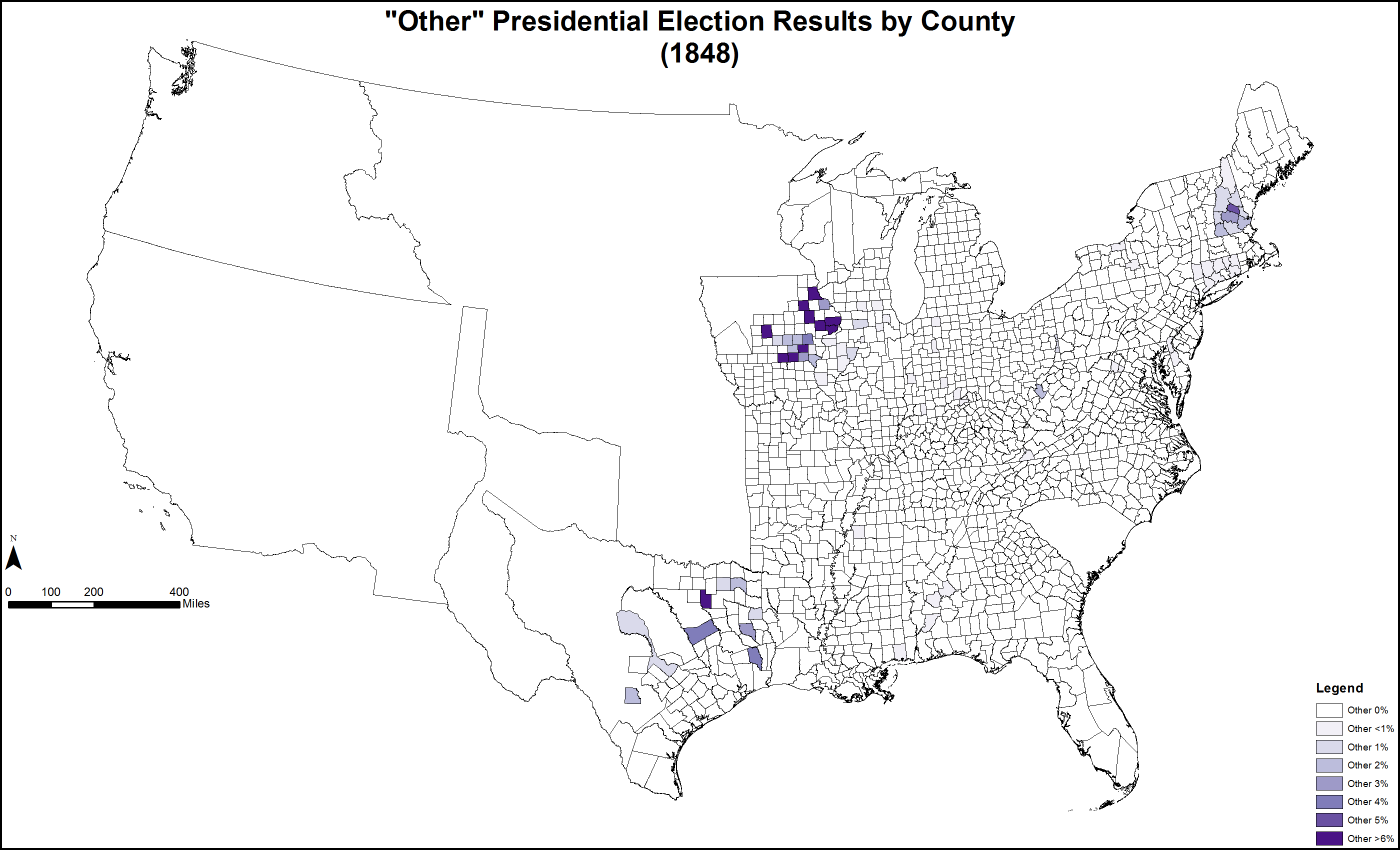
Mappa dei risultati degli "Altri" per contea
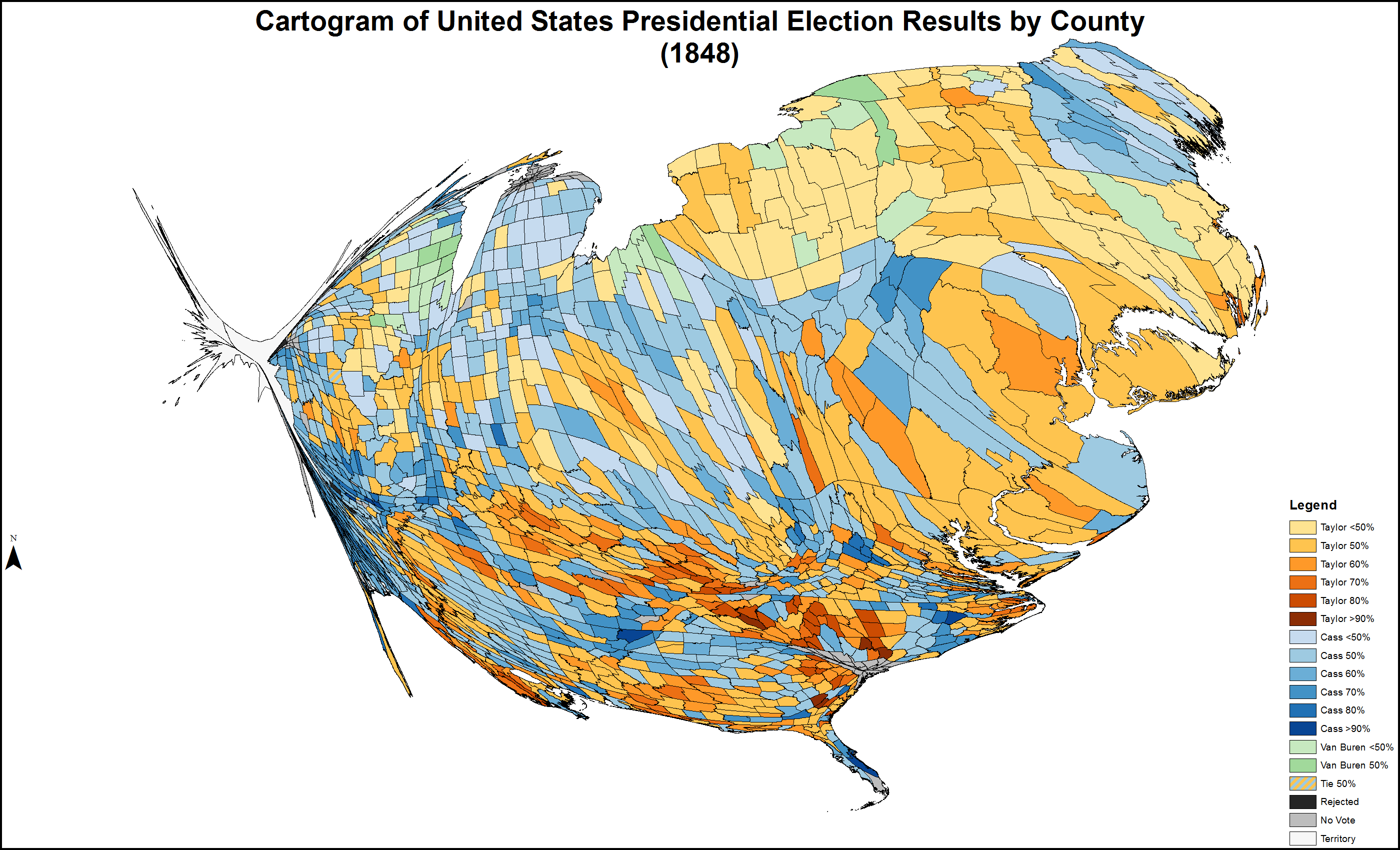
Cartogramma dei risultati per contea
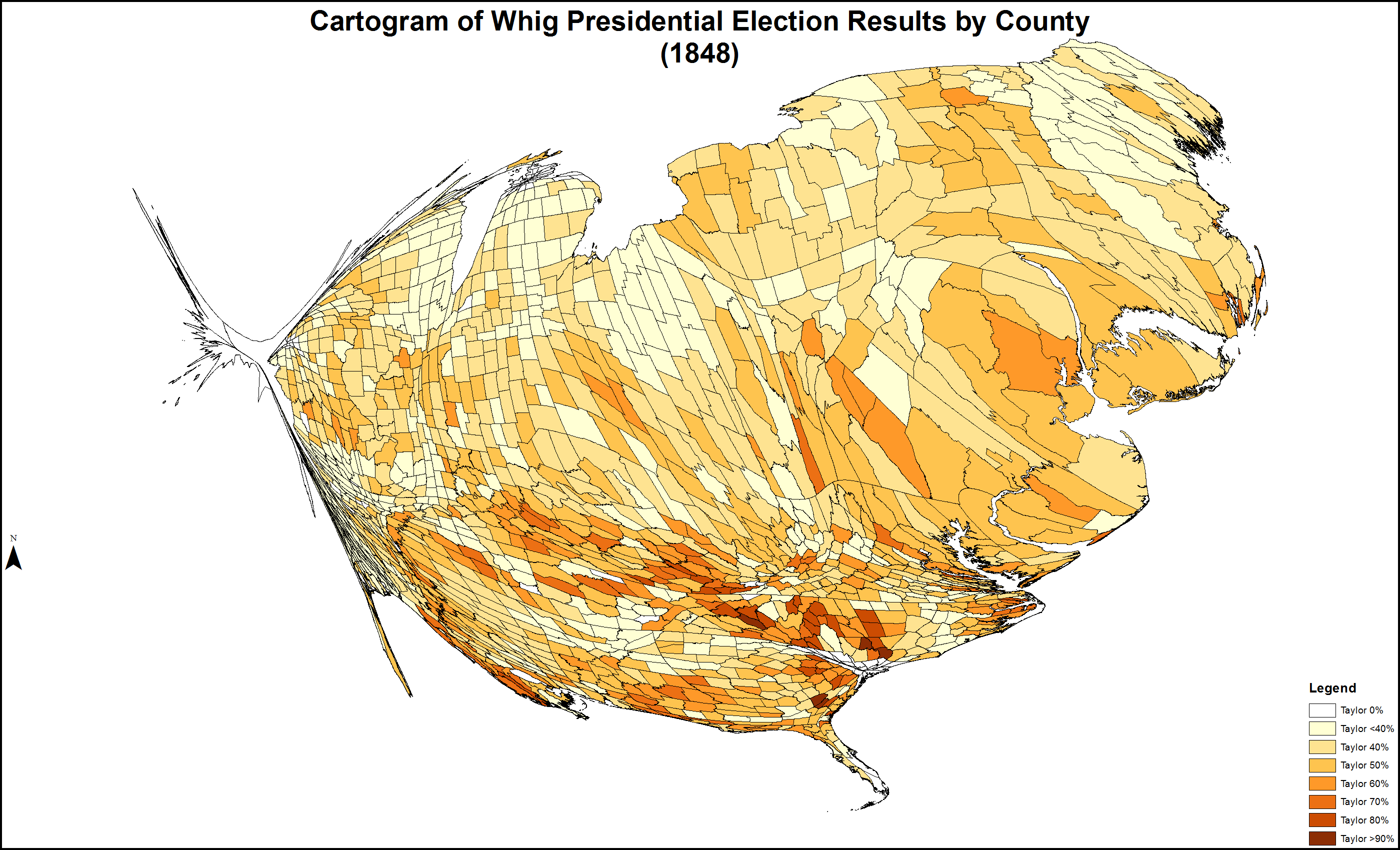
Cartogramma dei risultati Whig per contea
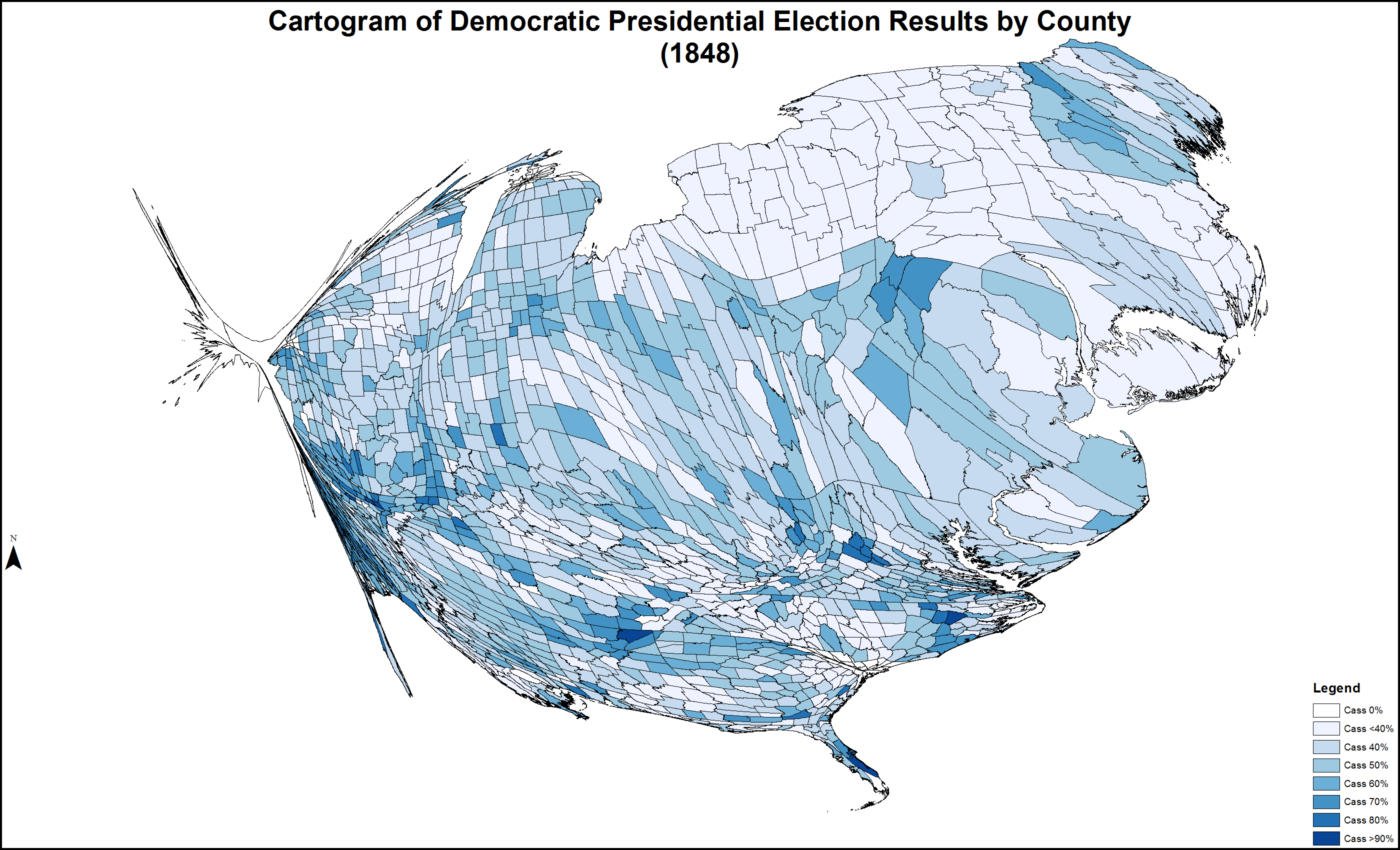
Cartogramma dei risultati Democratici per contea
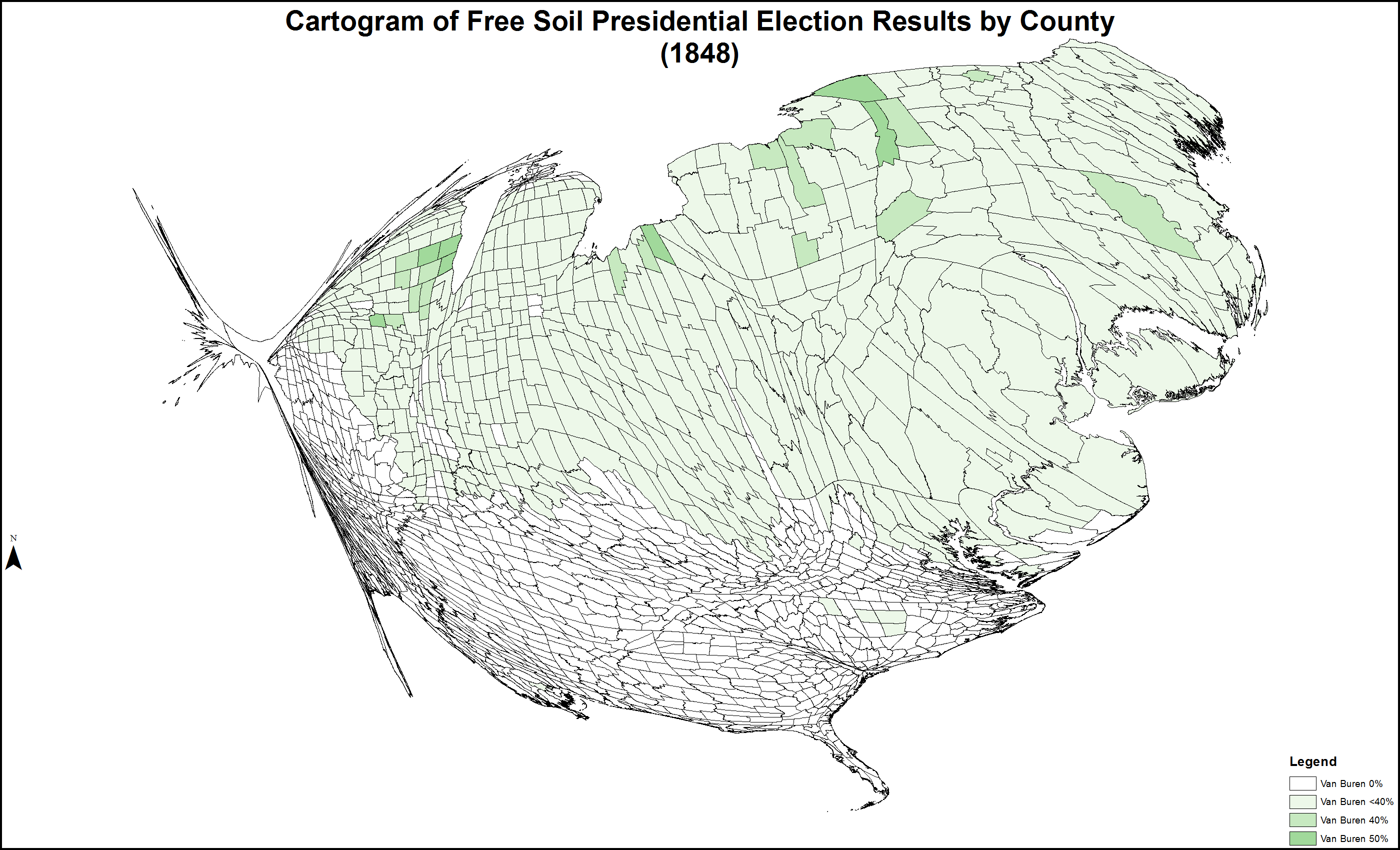
Cartogramma dei risultati Free Soil per contea
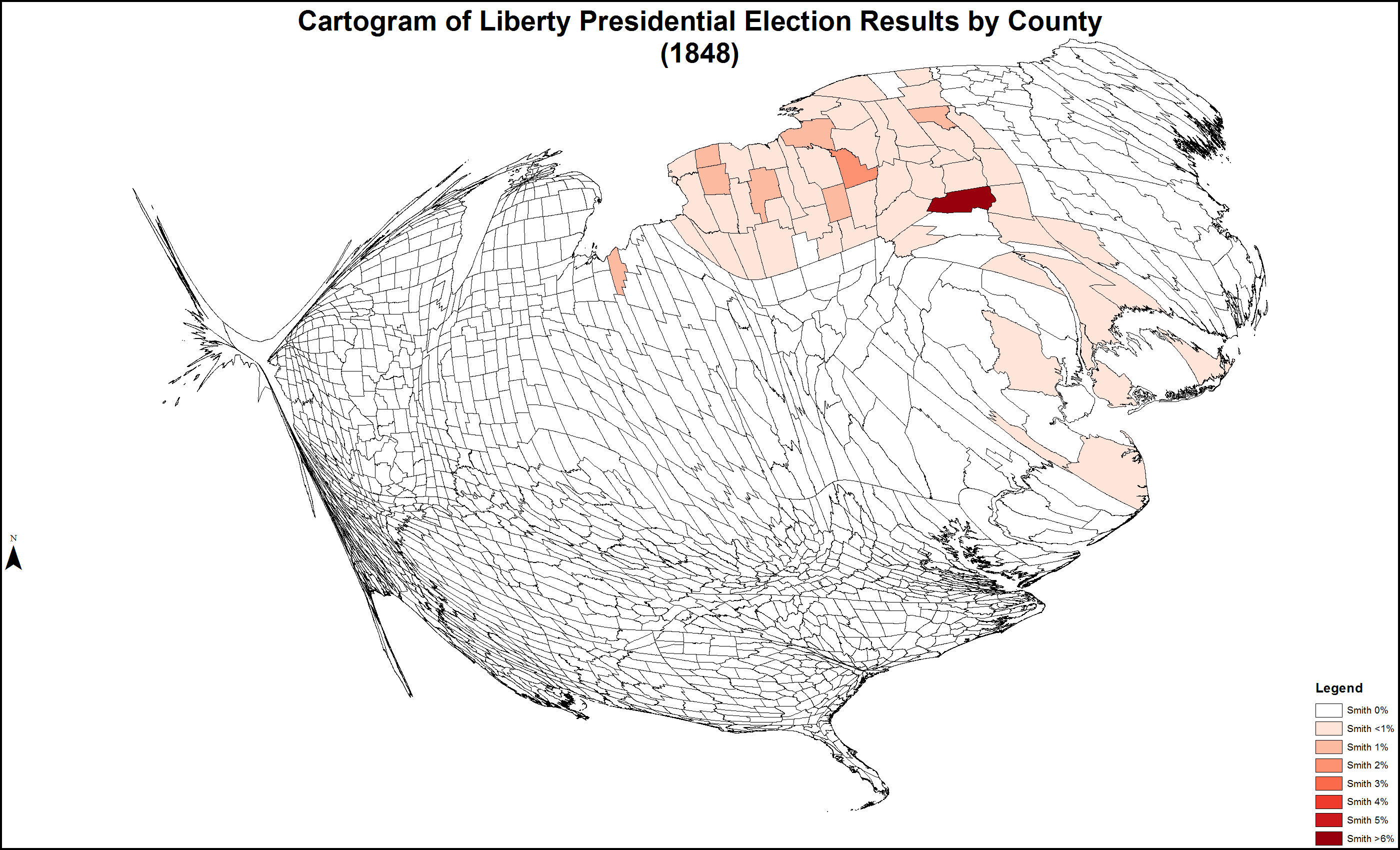
Cartogramma dei risultati Liberty Party per contea
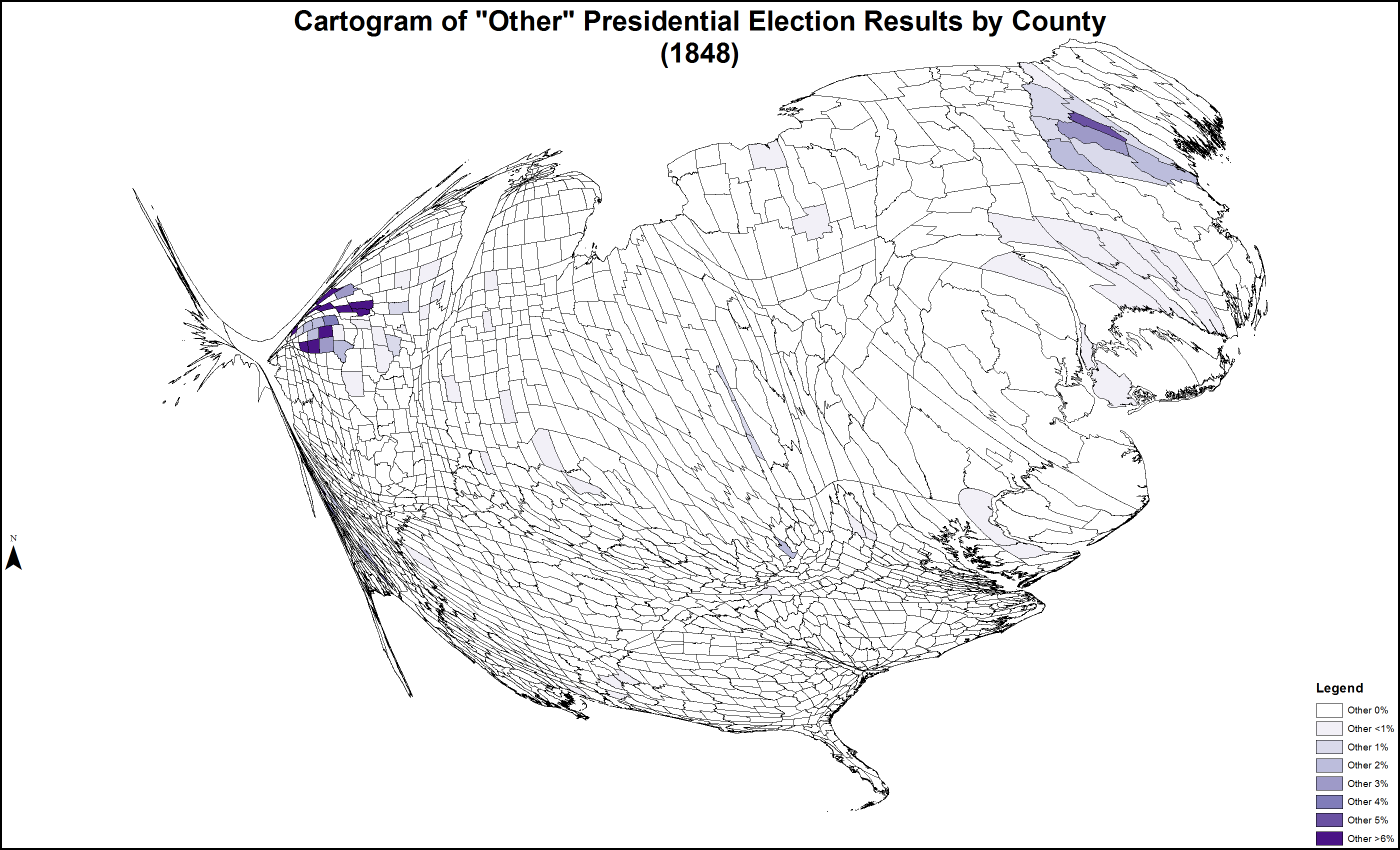
Cartogramma dei risultati degli "Altri" per contea

### Risultati per Stato
Questa fu la prima tornata elettorale in cui i due principali candidati conquistarono esattamente metà degli Stati in gara; lo stesso si verificò in seguito solo una volta, nelle elezioni presidenziali del 1880.
Fonte: Walter Dean Burnham.
| Stati vinti da Taylor/Fillmore |                 |                     |                     |                     |                        |                        |                        |                            |                            |                            |              |              |  |  |  |  |
| Stati vinti da Cass/Butler     |                 |                     |                     |                     |                        |                        |                        |                            |                            |                            |              |              |  |  |  |  |
|                                |                 | Zachary Taylor Whig | Zachary Taylor Whig | Zachary Taylor Whig | Lewis Cass Democratico | Lewis Cass Democratico | Lewis Cass Democratico | Martin Van Buren Free Soil | Martin Van Buren Free Soil | Martin Van Buren Free Soil | Totale Stati | Totale Stati |  |  |  |  |
| Stato federato                 | Voti elettorali | #                   | %                   | Voti elettorali     | #                      | %                      | Voti elettorali        | #                          | %                          | Voti elettorali            | #            |              |  |  |  |  |
| Alabama                        | 9               | 30 482              | 49,44               | -                   | 31 173                 | 50,56                  | 9                      | non presente               | non presente               | non presente               | 61 655       | AL           |  |  |  |  |
| Arkansas                       | 3               | 7 587               | 44,93               | -                   | 9 301                  | 55,07                  | 3                      | non presente               | non presente               | non presente               | 16 888       | AR           |  |  |  |  |
| Carolina del Nord              | 11              | 44 054              | 55,17               | 11                  | 35 772                 | 44,80                  | -                      | non presente               | non presente               | non presente               | 79 826       | NC           |  |  |  |  |
| Carolina del Sud               | 9               | senza voto popolare | senza voto popolare | senza voto popolare | senza voto popolare    | senza voto popolare    | 9                      | senza voto popolare        | senza voto popolare        | senza voto popolare        | -            | SC           |  |  |  |  |
| Connecticut                    | 6               | 30 318              | 48,59               | 6                   | 27 051                 | 43,35                  | -                      | 5 005                      | 8,02                       | -                          | 62 398       | CT           |  |  |  |  |
| Delaware                       | 3               | 6 440               | 51,80               | 3                   | 5 910                  | 47,54                  | -                      | 82                         | 0,66                       | -                          | 12 423       | DE           |  |  |  |  |
| Florida                        | 3               | 4 120               | 57,20               | 3                   | 3 083                  | 42,80                  | -                      | non presente               | non presente               | non presente               | 7 203        | FL           |  |  |  |  |
| Georgia                        | 10              | 47 532              | 51,49               | 10                  | 44 785                 | 48,51                  | -                      | non presente               | non presente               | non presente               | 92 317       | GA           |  |  |  |  |
| Illinois                       | 9               | 52 853              | 42,42               | -                   | 55 952                 | 44,91                  | 9                      | 15 702                     | 12,60                      | -                          | 124 596      | IL           |  |  |  |  |
| Indiana                        | 12              | 69 907              | 45,77               | -                   | 74 745                 | 48,93                  | 12                     | 8 100                      | 5,30                       | -                          | 152 752      | IN           |  |  |  |  |
| Iowa                           | 4               | 9 930               | 44,59               | -                   | 11 238                 | 50,46                  | 4                      | 1 103                      | 4,95                       | -                          | 22 271       | IA           |  |  |  |  |
| Kentucky                       | 12              | 67 145              | 57,46               | 12                  | 49 720                 | 42,54                  | -                      | non presente               | non presente               | non presente               | 116 865      | KY           |  |  |  |  |
| Louisiana                      | 6               | 18 487              | 54,59               | 6                   | 15 379                 | 45,41                  | -                      | non presente               | non presente               | non presente               | 33 866       | LA           |  |  |  |  |
| Maine                          | 9               | 35 273              | 40,25               | -                   | 40 195                 | 45,87                  | 9                      | 12 157                     | 13,87                      | -                          | 87 625       | ME           |  |  |  |  |
| Maryland                       | 8               | 37 702              | 52,10               | 8                   | 34 528                 | 47,72                  | -                      | 129                        | 0,18                       | -                          | 72 359       | MD           |  |  |  |  |
| Massachusetts                  | 12              | 61 072              | 45,32               | 12                  | 35 281                 | 26,18                  | -                      | 38 333                     | 28,45                      | -                          | 134 748      | MA           |  |  |  |  |
| Michigan                       | 5               | 23 947              | 36,80               | -                   | 30 742                 | 47,24                  | 5                      | 10 393                     | 15,97                      | -                          | 65 082       | MI           |  |  |  |  |
| Mississippi                    | 6               | 25 911              | 49,40               | -                   | 26 545                 | 50,60                  | 6                      | non presente               | non presente               | non presente               | 52 456       | MS           |  |  |  |  |
| Missouri                       | 7               | 32 671              | 44,91               | -                   | 40 077                 | 55,09                  | 7                      | non presente               | non presente               | non presente               | 72 748       | MO           |  |  |  |  |
| New Hampshire                  | 6               | 14 781              | 29,50               | -                   | 27 763                 | 55,41                  | 6                      | 7 560                      | 15,09                      | -                          | 50 104       | NH           |  |  |  |  |
| New Jersey                     | 7               | 40 015              | 51,48               | 7                   | 36 901                 | 47,47                  | -                      | 819                        | 1,05                       | -                          | 77 735       | NJ           |  |  |  |  |
| New York                       | 36              | 218 583             | 47,94               | 36                  | 114 319                | 25,07                  | -                      | 120 497                    | 26,43                      | -                          | 453 399      | NY           |  |  |  |  |
| Ohio                           | 23              | 138 359             | 42,12               | -                   | 154 773                | 47,12                  | 23                     | 35 347                     | 10,76                      | -                          | 328 479      | OH           |  |  |  |  |
| Pennsylvania                   | 26              | 185 313             | 50,28               | 26                  | 171 976                | 46,66                  | -                      | 11 263                     | 3,06                       | -                          | 368 552      | PA           |  |  |  |  |
| Rhode Island                   | 4               | 6 779               | 60,77               | 4                   | 3 646                  | 32,68                  | -                      | 730                        | 6,54                       | -                          | 11 155       | RI           |  |  |  |  |
| Tennessee                      | 13              | 64 321              | 52,52               | 13                  | 58 142                 | 47,48                  | -                      | non presente               | non presente               | non presente               | 122 463      | TN           |  |  |  |  |
| Texas                          | 4               | 4 509               | 29,71               | -                   | 10 668                 | 70,29                  | 4                      | non presente               | non presente               | non presente               | 15 177       | TX           |  |  |  |  |
| Vermont                        | 6               | 23 132              | 48,27               | 6                   | 10 948                 | 22,85                  | -                      | 13 837                     | 28,87                      | -                          | 47 922       | VT           |  |  |  |  |
| Virginia                       | 17              | 45 265              | 49,20               | -                   | 46 739                 | 50,80                  | 17                     | non presente               | non presente               | non presente               | 92 004       | VA           |  |  |  |  |
| Wisconsin                      | 4               | 13 747              | 35,10               | -                   | 15 001                 | 38,30                  | 4                      | 10 418                     | 26,60                      | -                          | 39 166       | WI           |  |  |  |  |
| Stati Uniti:                   | 290             | 1 360 235           | 47,28               | 163                 | 1 222 353              | 42,49                  | 127                    | 291 475                    | 10,13                      | -                          | 2 876 818    | US           |  |  |  |  |
| MAGGIORANZA GRANDI ELETTORI:   | 146             |                     |                     |                     |                        |                        |                        |                            |                            |                            |              |              |  |  |  |  |